# Melodifestivalen 2018

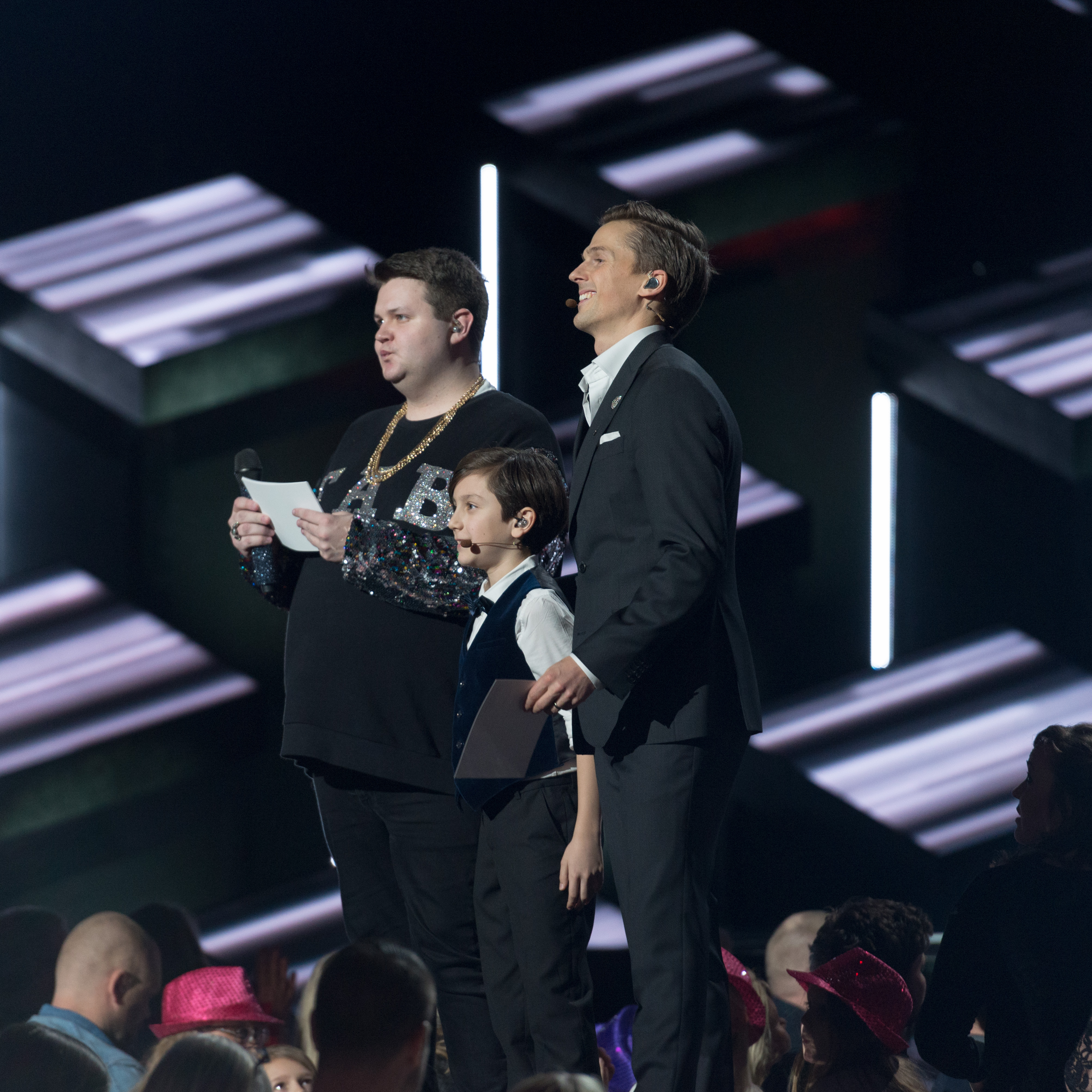
2018 års programledare: David Lindgren och Fredrik "Fab Freddie" Svensson.

Melodifestivalen 2018 var den 58:e upplagan av musiktävlingen Melodifestivalen och Sveriges uttagning till Eurovision Song Contest. Vinnare blev Benjamin Ingrosso med låten Dance You Off, som representerade Sverige i Eurovision Song Contest 2018, som ägde rum i Lissabon, Portugal.
Tävlingen utgjordes av en turné runt om i Sverige som omfattade fyra deltävlingar och ett uppsamlingsheat innan en final hölls. Denna final ägde rum i Friends Arena den 10 mars 2018. Detta år inskickades totalt 2 771 bidrag till tävlingen. Programledare för 2018 års tävling var David Lindgren med Fredrik "Fab Freddie" Svensson som bisittare. Lindgren var även programledare i föregående års tävling, då tillsammans med Clara Henry och Hasse Andersson. Stiko Per Larsson tilldelades en plats i tävlingen eftersom han segrade i 2017 års upplaga av radiotävlingen P4 Nästa. Samtliga tävlande presenterades vid en presskonferens den 28 november 2017. Den 11 januari 2018 presenterades startordningen för de tävlande bidragen.
2018 var det 60 år sedan Sverige deltog i Eurovision Song Contest för första gången. Dock är det vinnande bidraget det 58:e i ordningen, så det 60:e bidraget kan därför tidigast komma 2020.

## Tävlingsupplägg
För 17:e året i rad genomfördes Melodifestivalen med deltävlingar på olika håll i Sverige innan en final arrangerades. I deltävlingarna tävlade totalt 28 bidrag. Tittarna hade all makt gällande röstningen i de första fem programmen. Från deltävlingarna kom bidragen som hamnat på första och andra plats, totalt 8 bidrag, att gå direkt till final, medan bidragen på tredje och fjärde plats gick till uppsamlingsheatet Andra chansen, där ytterligare 4 bidrag gick vidare till finalen. I finalen delade sedan tittarna på makten med jurygrupper om vem som skulle vinna tävlingen och därmed bli Sveriges representant i Eurovision Song Contest 2018.

### Återkommande artister till startfälten
Nedan listas namnen på de artister som tävlat tidigare år i festivalen och som återkom i tävlan det här året.
| Artist                       | Tidigare år (med placering) (Melodifestivalen) | Tidigare år (med placering) (ESC) |
| ---------------------------- | --- | --------------------------------- |
| Benjamin Ingrosso            | 2017 (2:a DF, 5:a Final) 2006 1:a (Lilla Melodifestivalen)                                                                                         | –                                 |
| Felicia Olsson               | 2013 (5:a DF) | –                                 |
| Felix Sandman                | 20171 (3:a DF, 3:a AC, 11:a Final) | –                                 |
| Jessica Andersson            | 20032 (1:a DF, 1:a Final) 20042 (2:a DF, 6:a Final) 2006 (5:a DF) 2007 (4:a DF, 4:a AC) 2010 (3:a DF, 1:a AC, 8:a Final) 2015 (2:a DF, 11:a Final) | 20032 (5:a)                       |
| Kalle Moraeus & Orsa Spelmän | 2010 (3:a DF, 3:a AC) | –                                 |
| Kikki Danielsson             | 19783 (2:a) 19804 (4:a) 19815 (2:a) 19826 (1:a) 1983 (2:a) 1985 (1:a) 1992 (4:a) 20027 (1:a DF, 3:a Final) 2006 (2:a DF, 10:a Final)               | 19826 (8:a) 1985 (3:a)            |
| Mariette                     | 2015 (1:a DF, 3:a Final) 2017 (1:a DF, 4:a Final)                                                                                                  | –                                 |
| Mendez                       | 2002 (2:a DF, 2:a Final) 2003 (3:a DF, 5:a AC) | –                                 |
| Mimi Werner                  | 2016 (5:a DF) | –                                 |
| Samir & Viktor               | 2015 (3:a DF, 1:a AC, 8:a Final) 2016 (3:a DF, 2:a AC, 12:a Final)                                                                                 | –                                 |

1 2017 tävlade Felix Sandman tillsammans med Oscar Enestad och Omar Rudberg som pojkbandet FO&O.

2 2003 och 2004 tävlade Jessica Andersson tillsammans med Magnus Bäcklund som duon Fame.

3 1978 tävlade Kikki Danielsson tillsammans med Lasse Holm och gruppen Wizex.

4 1980 tävlade Kikki Danielsson tillsammans med Lasse Holm som duon Chips.

5 1981 tävlade Kikki Danielsson tillsammans med Elisabeth Andreasson, Tania och Lasse Holm som gruppen Sweets 'n Chips.

6 1982 tävlade Kikki Danielsson tillsammans med Elisabeth Andreasson som duon Chips.

7 2002 tävlade Kikki Danielsson tillsammans med Elisabeth Andreassen och Lotta Engberg som trion Kikki, Bettan & Lotta.

## Datum och händelser
- 3 februari 2018 – Deltävling 1, Löfbergs Arena, Karlstad
- 10 februari 2018 – Deltävling 2, Scandinavium, Göteborg
- 17 februari 2018 – Deltävling 3, Malmö Arena, Malmö
- 24 februari 2018 – Deltävling 4, Fjällräven Center, Örnsköldsvik
- 3 mars 2018 – Andra chansen, Kristianstad Arena, Kristianstad
- 10 mars 2018 – Final, Friends Arena, Solna

## Deltävlingarna

### Deltävling 1: Karlstad
Deltävlingen sändes från Löfbergs Arena i Karlstad den 3 februari 2018.
Bidragen presenteras enligt startordningen.
| Nr | Artist            | Låt                      | Text (t) & Musik (m) | Röster    | Röster   | Röster    | Plac. | Anmärkning    |
| Nr | Artist            | Låt                      | Text (t) & Musik (m) | Omgång 1  | Omgång 2 | Totalt    | Plac. | Anmärkning    |
| -- | ----------------- | ------------------------ | --- | --------- | -------- | --------- | ----- | ------------- |
| 1  | Sigrid Bernson    | Patrick Swayze           | Andrej Kamnik (tm), Josefin Glenmark (tm), Peg Parnevik (tm), Sigrid Bernson (tm)                                             | 951 260   | 92 476   | 1 043 736 | 4     | Andra chansen |
| 2  | John Lundvik      | My Turn                  | John Lundvik (tm), Anna-Klara Folin (tm), Jonas Thander (tm)                                                                  | 1 048 501 | 103 632  | 1 152 133 | 2     | Till final    |
| 3  | Renaida           | All The Feels            | Jon Hällgren (tm), Laurell Barker (tm), Peter Barringer (tm), Lukas Hällgren (tm)                                             | 1 037 549 | 89 358   | 1 126 907 | 3     | Andra chansen |
| 4  | Edward Blom       | Livet på en pinne        | Thomas G:son (tm), Stefan Brunzell (tm), Kent Olsson (tm), Edward Blom (tm)                                                   | 801 616   | 63 826   | 865 442   | 5     | Utslagen      |
| 5  | Kikki Danielsson  | Osby Tennessee           | Sulo Karlsson (tm), Kikki Danielsson (tm)                                                                                     | 555 466   | —        | 555 466   | 7     | Utslagen      |
| 6  | Kamferdrops       | Solen lever kvar hos dig | Herbert Trus (tm), Martin Klaman (tm), Danne Attlerud (tm), Kristoffer Tømmerbakke (tm), Erik Smaaland (tm), Kamferdrops (tm) | 555 778   | —        | 555 778   | 6     | Utslagen      |
| 7  | Benjamin Ingrosso | Dance You Off            | MAG (tm), Louis Schoorl (tm), K Nita (tm), Benjamin Ingrosso (tm)                                                             | 1 184 738 | 110 417  | 1 295 155 | 1     | Till final    |

- Telefon-, SMS- och applikationsröster: 6 617 451 röster (nytt rekord för en deltävling)
- Till Radiohjälpen: 452 906 kronor
- TV-tittare: 3 303 000 tittare[7]

### Deltävling 2: Göteborg
Deltävlingen sändes från Scandinavium i Göteborg den 10 februari 2018.
Bidragen presenteras enligt startordningen.
| Nr | Artist            | Låt               | Text (t) & Musik (m)                                                                                            | Röster    | Röster   | Röster    | Plac. | Anmärkning     |
| Nr | Artist            | Låt               | Text (t) & Musik (m)                                                                                            | Omgång 1  | Omgång 2 | Totalt    | Plac. | Anmärkning     |
| -- | ----------------- | ----------------- | --- | --------- | -------- | --------- | ----- | -------------- |
| 1  | Samir & Viktor    | Shuffla           | Andreas "Stone" Johansson (tm), Costa Leon (tm), Denniz Jamm (tm), Samir Badran (tm), Viktor Frisk (tm)         | 1 166 434 | 70 629   | 1 237 063 | 1     | Till final     |
| 2  | Ida Redig         | Allting som vi sa | Jesper Welander (tm), Yvonne Dahlbom (tm), Ida Redig (tm)                                                       | 721 817   | 57 707   | 779 524   | 5     | Utslagen       |
| 3  | Jonas Gardell     | Det finns en väg  | Calle Kindbom (tm), Mats Tärnfors (tm), Jonas Gardell (tm)                                                      | 490 911   | —        | 490 911   | 7     | Utslagen       |
| 4  | Margaret          | In My Cabana      | Anderz Wrethov (tm), Arash Labaf (tm), Linnea Deb (tm), Robert Uhlmann (tm)                                     | 805 016   | 60 198   | 865 214   | 3     | Andra chansen  |
| 5  | Stiko Per Larsson | Titta vi flyger   | Stiko Per Larsson (tm), Emil Rotsjö (tm)                                                                        | 529 194   | —        | 529 194   | 6     | Utslagen Joker |
| 6  | Mimi Werner       | Songburning       | Göran Werner (tm), Niki Niki (tm), Johan Åsgärde (tm), Mimi Werner (tm), Carl Varga (tm), Oliver Lundström (tm) | 744 801   | 67 923   | 812 724   | 4     | Andra chansen  |
| 7  | LIAMOO            | Last Breath       | Lene Dissing (tm), Morten Thorhauge (tm), Peter Bjørnskov (tm), Liam Cacatian Thomassen (tm)                    | 1 051 127 | 100 136  | 1 151 263 | 2     | Till final     |

- Telefon-, SMS- och applikationsröster: 5 880 237 röster
- Till Radiohjälpen: 396 252 kronor
- TV-tittare: 2 916 000 tittare[7]

### Deltävling 3: Malmö
Deltävlingen sändes från Malmö Arena i Malmö den 17 februari 2018.
Bidragen presenteras enligt startordningen.
| Nr | Artist                       | Låt              | Text (t) & Musik (m)                                                                                      | Röster   | Röster   | Röster  | Plac. | Anmärkning    |
| Nr | Artist                       | Låt              | Text (t) & Musik (m)                                                                                      | Omgång 1 | Omgång 2 | Totalt  | Plac. | Anmärkning    |
| -- | ---------------------------- | ---------------- | --- | -------- | -------- | ------- | ----- | ------------- |
| 1  | Martin Almgren               | A Bitter Lullaby | Josefin Glenmark (tm), Märta Grauers (tm)                                                                 | 850 684  | 93 848   | 944 532 | 1     | Till final    |
| 2  | Barbi Escobar                | Stark            | Barbi Escobar (tm), Costa Leon (tm), Andreas "Stone" Johansson (tm)                                       | 426 768  | —        | 426 768 | 7     | Utslagen      |
| 3  | Moncho                       | Cuba Libre       | Markus Videsäter (tm), David Strääf (tm), Axel Schylström (tm), Jimmy Jansson (tm), Moncho Monserrat (tm) | 569 210  | 46 859   | 616 069 | 4     | Andra chansen |
| 4  | Jessica Andersson            | Party Voice      | Fredrik Kempe (tm), David Kreuger (m), Niklas Carson Mattsson (m), Jessica Andersson (t)                  | 788 787  | 102 041  | 890 828 | 2     | Till final    |
| 5  | Kalle Moraeus & Orsa spelmän | Min dröm         | Thomas G:son (tm), Alexzandra Wickman (tm)                                                                | 537 891  | 58 589   | 596 480 | 5     | Utslagen      |
| 6  | Dotter                       | Cry              | Linnea Deb (tm), Peter Boström (tm), Thomas G:son (tm), Johanna "Dotter" Jansson (tm)                     | 511 718  | —        | 511 718 | 6     | Utslagen      |
| 7  | Méndez                       | Everyday         | Jimmy Jansson (tm), Palle Hammarlund (tm), Leopoldo Méndez (tm)                                           | 701 557  | 91 553   | 793 110 | 3     | Andra chansen |

- Telefon-, SMS- och applikationsröster: 4 800 971 röster
- Till Radiohjälpen: 432 824 kronor
- TV-tittare: 2 830 000 tittare[7]

### Deltävling 4: Örnsköldsvik
Deltävlingen sändes från Fjällräven Center i Örnsköldsvik den 24 februari 2018.
Bidragen presenteras enligt startordningen.
| Nr | Artist            | Låt              | Text (t) & Musik (m)                                                                         | Röster   | Röster   | Röster  | Plac. | Anmärkning    |
| Nr | Artist            | Låt              | Text (t) & Musik (m)                                                                         | Omgång 1 | Omgång 2 | Totalt  | Plac. | Anmärkning    |
| -- | ----------------- | ---------------- | -------------------------------------------------------------------------------------------- | -------- | -------- | ------- | ----- | ------------- |
| 1  | Emmi Christensson | Icarus           | Thomas G:son (tm), Sara Biglert (tm), Christian Schneider (tm), Andreas Hedlund (tm)         | 541 494  | —        | 541 494 | 6     | Utslagen      |
| 2  | Elias Abbas       | Mitt paradis     | Hamed "K-One" Pirouzpanah (tm), Anderz Wrethov (tm), Sami Rekik (tm)                         | 605 644  | 39 845   | 645 489 | 5     | Utslagen      |
| 3  | Felicia Olsson    | Break That Chain | Joy Deb (tm), Kristian Lagerström (tm), Bobby Ljunggren (tm), Henrik Wikström (tm)           | 536 504  | —        | 536 504 | 7     | Utslagen      |
| 4  | Rolandz           | Fuldans          | Fredrik Kempe (tm), David Kreuger (tm), Robert Gustafsson (tm)                               | 737 996  | 80 005   | 818 001 | 2     | Till final    |
| 5  | Olivia Eliasson   | Never Learn      | Jonas Wallin (tm), Astrid S (tm), Anton Ewald (tm)                                           | 601 932  | 46 425   | 648 357 | 4     | Andra chansen |
| 6  | Felix Sandman     | Every Single Day | Jake Torrey (tm), Noah Conrad (tm), Parker James (tm), Tony Ferrari (tm), Felix Sandman (tm) | 693 167  | 70 118   | 763 285 | 3     | Andra chansen |
| 7  | Mariette          | For You          | Jörgen Elofsson (tm)                                                                         | 816 976  | 84 609   | 901 585 | 1     | Till final    |

- Telefon-, SMS- och applikationsröster: 4 866 749 röster
- Till Radiohjälpen: 385 483 kronor
- TV-tittare: 2 858 000 tittare[7]

## Andra chansen: Kristianstad
Andra chansen sändes från Kristianstad Arena i Kristianstad den 3 mars 2018.
Momentet innebar att de åtta bidrag som i deltävlingarna placerade sig på tredje respektive fjärde plats, tävlade om fyra platser i finalen. I likhet med de senaste årens tävlingar tog momentet plats i en arena lördagen mellan fjärde deltävlingen och finalen, och bidragen framfördes live istället för att visa bandade inslag. Till skillnad mot deltävlingarna möttes bidragen denna gång i dueller, där vinnaren i varje duell gick direkt till finalen. Sveriges Television har utifrån vilka bidrag som tog sig vidare till momentet beslutat vilka av dessa bidrag som ska möta varandra i duellerna. Tittarna hade all makt att rösta fram vinnarna och detta skedde genom telefon-, SMS- och applikationsröstning.
När varje duell startade tävlade bidragen antingen med startnummer 1 eller startnummer 2 och hade tilldelade telefonnummer som syntes hela tiden i bild så länge duellen pågick. Efter att bägge bidragen i duellen hade framförts genomfördes en snabbrepris varpå telefonslussarna avslutades. Först efter att alla duellerna var avslutade redovisades resultaten.

### Startfältet
Vilka bidrag som möts i respektive duell avgjordes helt och hållet av SVT själva. Startfältet redovisas i första hand efter deltävlingsordningen och i andra hand i bokstavsordning efter bidragstitel.
| Artist          | Låt              | Text (t) & Musik (m)                                                                                            | Duell |
| --------------- | ---------------- | --- | ----- |
| Renaida         | All The Feels    | Jon Hällgren (tm), Laurell Barker (tm), Peter Barringer (tm), Lukas Hällgren (tm)                               | 2     |
| Sigrid Bernson  | Patrick Swayze   | Andrej Kamnik (tm), Josefin Glenmark (tm), Peg Parnevik (tm), Sigrid Bernson (tm)                               | 4     |
| Margaret        | In My Cabana     | Anderz Wrethov (tm), Arash Labaf (tm), Linnea Deb (tm), Robert Uhlmann (tm)                                     | 1     |
| Mimi Werner     | Songburning      | Göran Werner (tm), Niki Niki (tm), Johan Åsgärde (tm), Mimi Werner (tm), Carl Varga (tm), Oliver Lundström (tm) | 3     |
| Moncho          | Cuba Libre       | Markus Videsäter (tm), David Strääf (tm), Axel Schylström (tm), Jimmy Jansson (tm), Moncho Monserrat (tm)       | 1     |
| Méndez          | Everyday         | Jimmy Jansson (tm), Palle Hammarlund (tm), Leopoldo Méndez (tm)                                                 | 4     |
| Felix Sandman   | Every Single Day | Jake Torry (tm), Noah Conrad (tm), Parker James (tm), Tony Ferrari (tm), Felix Sandman (tm)                     | 3     |
| Olivia Eliasson | Never Learn      | Jonas Wallin (tm), Astrid S (tm), Anton Ewald (tm)                                                              | 2     |

#### Dueller
|  | Dueller    | Dueller                        | Dueller               |            |                               | Till final                     | Till final | Till final |  |
|  |            |                                |                       |            |                               |                                |            |            |  |
|  |            |                                |                       |            |                               |                                |            |            |  |
|  | Deltävl. 2 | In My Cabana Margaret          | 877 351               |            |                               |                                |            |            |  |
|  | Deltävl. 2 | In My Cabana Margaret          | 877 351               |            |                               |                                |            |            |  |
|  | Deltävl. 3 | Cuba Libre Moncho              | 602 941               |            |                               |                                |            |            |  |
|  | Deltävl. 3 | Cuba Libre Moncho              | 602 941               |            | Deltävl. 2                    | In My Cabana Margaret          | Till final |            |  |
|  |            |                                |                       |            | Deltävl. 2                    | In My Cabana Margaret          | Till final |            |  |
|  |            | Deltävl. 1                     | All The Feels Renaida | Till final |                               |                                |            |            |  |
|  | Deltävl. 1 | Deltävl. 1                     | All The Feels Renaida | Till final | All The Feels Renaida         | 884 188                        |            |            |  |
|  | Deltävl. 1 |                                |                       |            | All The Feels Renaida         | 884 188                        |            |            |  |
|  | Deltävl. 4 | Never Learn Olivia Eliasson    | 682 801               |            |                               |                                |            |            |  |
|  | Deltävl. 4 | Never Learn Olivia Eliasson    | 682 801               |            |                               |                                |            |            |  |
|  |            |                                |                       |            |                               |                                |            |            |  |
|  |            |                                |                       |            |                               |                                |            |            |  |
|  | Deltävl. 4 | Every Single Day Felix Sandman | 868 152               |            |                               |                                |            |            |  |
|  | Deltävl. 4 | Every Single Day Felix Sandman | 868 152               |            |                               |                                |            |            |  |
|  | Deltävl. 2 | Songburning Mimi Werner        | 583 305               |            |                               |                                |            |            |  |
|  | Deltävl. 2 | Songburning Mimi Werner        | 583 305               |            | Deltävl. 4                    | Every Single Day Felix Sandman | Till final |            |  |
|  |            |                                |                       |            | Deltävl. 4                    | Every Single Day Felix Sandman | Till final |            |  |
|  |            | Deltävl. 3                     | Everyday Méndez       | Till final |                               |                                |            |            |  |
|  | Deltävl. 1 | Deltävl. 3                     | Everyday Méndez       | Till final | Patrick Swayze Sigrid Bernson | 741 226                        |            |            |  |
|  | Deltävl. 1 |                                |                       |            | Patrick Swayze Sigrid Bernson | 741 226                        |            |            |  |
|  | Deltävl. 3 | Everyday Méndez                | 767 551               |            |                               |                                |            |            |  |

### Siffror
- Telefon-, SMS- och applikationsröster: 6 007 515 röster
- Till Radiohjälpen: 346 287 kronor
- TV-tittare: 2 579 000 tittare[7]

## Final: Solna
Finalen sändes från Friends Arena i Solna den 10 mars 2018.
I finalen tävlade 12 bidrag om segern. Åtta av dessa röstades vidare direkt från deltävlingarna, medan övriga fyra kom från uppsamlingsheatet Andra chansen. Resultatet avgjordes av 11 utländska jurygrupper samt en   procentuell telefonröstning, som delade ut 638 poäng till bidragen. Varje jurygrupp delade ut poängen 1-8, 10 och 12 poäng medan tittarnas poäng fördelades procentuellt utifrån hur många tittarröster varje bidrag fått. Om ett bidrag till exempel fick 10 procent av tittarnas röster så fick det också 10 procent av tittarnas 638 poäng, poäng som avrundades uppåt. Likt övriga sändningar skedde tittarnas röstning genom telefon-, SMS- och hjärtröstning (genom Melodifestivalens applikation).

### Startlista
Bidragen listas nedan i startordning.
| Nr | Artist            | Låt              | Text (t) & Musik (m)                                                                                    | Deltävl. |
| -- | ----------------- | ---------------- | --- | -------- |
| 1  | Méndez            | Everyday         | Jimmy Jansson (tm), Palle Hammarlund (tm), Leopoldo Méndez (tm)                                         | AC       |
| 2  | Renaida           | All The Feels    | Jon Hällgren (tm), Laurell Barker (tm), Peter Barringer (tm), Lukas Hällgren (tm)                       | AC       |
| 3  | Martin Almgren    | A Bitter Lullaby | Josefin Glenmark (tm), Märta Grauers (tm)                                                               | 3        |
| 4  | John Lundvik      | My Turn          | John Lundvik (tm), Anna-Klara Folin (tm), Jonas Thander (tm)                                            | 1        |
| 5  | Jessica Andersson | Party Voice      | Fredrik Kempe (tm), David Kreuger (m), Niklas Carson Mattsson (m), Jessica Andersson (t)                | 3        |
| 6  | LIAMOO            | Last Breath      | Lene Dissing (tm), Morten Thorhauge (tm), Peter Bjørnskov (tm), Liam Cacatian Thomassen (tm)            | 2        |
| 7  | Samir & Viktor    | Shuffla          | Andreas "Stone" Johansson (tm), Costa Leon (tm), Denniz Jamm (tm), Samir Badran (tm), Viktor Frisk (tm) | 2        |
| 8  | Mariette          | For You          | Jörgen Elofsson (tm)                                                                                    | 4        |
| 9  | Felix Sandman     | Every Single Day | Jake Torrey (tm), Noah Conrad (tm), Parker James (tm), Tony Ferrari (tm), Felix Sandman (tm)            | AC       |
| 10 | Margaret          | In My Cabana     | Anderz Wrethov (tm), Arash Labaf (tm), Linnea Deb (tm), Robert Uhlmann (tm)                             | AC       |
| 11 | Benjamin Ingrosso | Dance You Off    | MAG (tm), Louis Schoorl (tm), K Nita (tm), Benjamin Ingrosso (tm)                                       | 1        |
| 12 | Rolandz           | Fuldans          | Fredrik Kempe (tm), David Kreuger (tm), Robert Gustafsson (tm)                                          | 4        |

På grund av tekniska problem fick Renaida ta om sitt nummer efter att de övriga tävlande hade sjungit klart sina bidrag. Det visade sig att hennes hörsnäcka i örat slutade fungera.

### Poäng och placeringar
| Nr | Bidrag           | Polen | Albanien | Island | Italien | Cypern | Australien | Georgien | Storbritannien | Armenien | Frankrike | Portugal | Jury- poäng | Telefon-, SMS- och applikationsröster | Telefon-, SMS- och applikationsröster | Telefon-, SMS- och applikationsröster | Summa | Plac. |
| Nr | Bidrag           | Polen | Albanien | Island | Italien | Cypern | Australien | Georgien | Storbritannien | Armenien | Frankrike | Portugal | Jury- poäng | Antal                                 | Andel                                 | Poäng                                 | Summa | Plac. |
| -- | ---------------- | ----- | -------- | ------ | ------- | ------ | ---------- | -------- | -------------- | -------- | --------- | -------- | ----------- | ------------------------------------- | ------------------------------------- | ------------------------------------- | ----- | ----- |
| 1  | Everyday         | -     | -        | -      | -       | -      | 1          | -        | -              | -        | 1         | -        | 2           | 1 351 896                             | 9,7%                                  | 62                                    | 64    | 12    |
| 2  | All The Feels    | 3     | -        | -      | -       | 2      | 6          | -        | -              | 8        | 8         | 3        | 30          | 1 116 740                             | 8%                                    | 51                                    | 81    | 9     |
| 3  | A Bitter Lullaby | 2     | 8        | 3      | 2       | -      | 7          | 6        | 6              | 1        | 6         | 2        | 43          | 899 049                               | 6,4%                                  | 41                                    | 84    | 8     |
| 4  | My Turn          | 7     | 3        | 8      | 6       | 4      | 8          | 10       | 10             | 5        | 4         | 1        | 66          | 1 349 766                             | 9,6%                                  | 62                                    | 128   | 3     |
| 5  | Party Voice      | 1     | 5        | 1      | 7       | 3      | 3          | 4        | 3              | -        | -         | 6        | 33          | 809 292                               | 5,8%                                  | 37                                    | 70    | 11    |
| 6  | Last Breath      | 8     | 4        | 4      | 1       | 5      | 2          | 2        | 5              | 7        | 7         | 7        | 52          | 1 171 247                             | 8,4%                                  | 53                                    | 105   | 6     |
| 7  | Shuffla          | 5     | 6        | 5      | 10      | 6      | -          | 1        | 12             | 4        | -         | 5        | 54          | 1 314 016                             | 9,4%                                  | 60                                    | 114   | 4     |
| 8  | For You          | 4     | 7        | 6      | 5       | 8      | 5          | 7        | 2              | 10       | 2         | 8        | 64          | 1 080 536                             | 7,7%                                  | 49                                    | 113   | 5     |
| 9  | Every Single Day | 6     | 1        | 12     | 8       | 10     | 10         | 12       | 7              | 6        | 12        | 10       | 94          | 1 401 767                             | 10%                                   | 64                                    | 158   | 2     |
| 10 | In My Cabana     | 12    | 10       | 7      | 3       | 7      | -          | 5        | 8              | 3        | 3         | 4        | 62          | 904 893                               | 6,5%                                  | 41                                    | 103   | 7     |
| 11 | Dance You Off    | 10    | 12       | 10     | 12      | 12     | 12         | 8        | 4              | 12       | 10        | 12       | 114         | 1 469 808                             | 10,5%                                 | 67                                    | 181   | 1     |
| 12 | Fuldans          | -     | 2        | 2      | 4       | 1      | 4          | 3        | 1              | 2        | 5         | -        | 24          | 1 124 955                             | 8%                                    | 51                                    | 75    | 10    |

#### Juryuppläsare
Följande personer läste upp juryländernas poäng i finalen:
- Polen: Mateusz Grzesinski
- Albanien: Kleart Duraj
- Island: Felix Bergsson
- Italien: Nicola Caligiore
- Cypern: Klitos Klitou
- Australien: Stephanie Werret
- Georgien: Nodiko Tatisjvili
- Storbritannien: Simon Proctor
- Armenien: Anush Ter-Ghukasyan
- Frankrike: Bruno Berberes
- Portugal: Gonçalo Madail

### Siffror
- Telefon- SMS- och applikationsröster: 13 993 975 röster (nytt rekord för en deltävling/final).
- Till Radiohjälpen: 1 961 602 kronor
- TV-tittare: 3 551 000 tittare[7]

## Galleri

### Deltävling 1

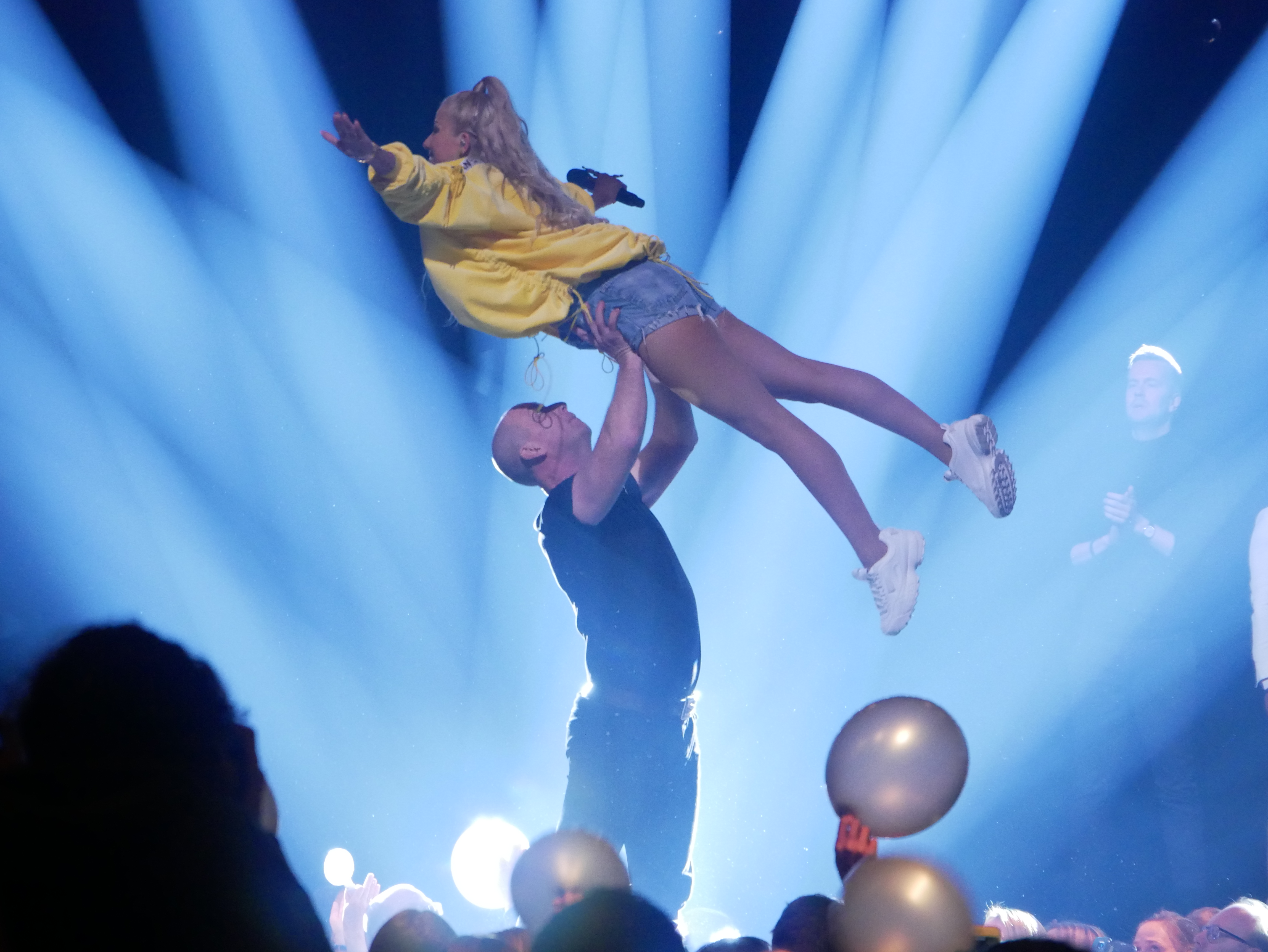
Sigrid Bernson - Patrick Swayze.
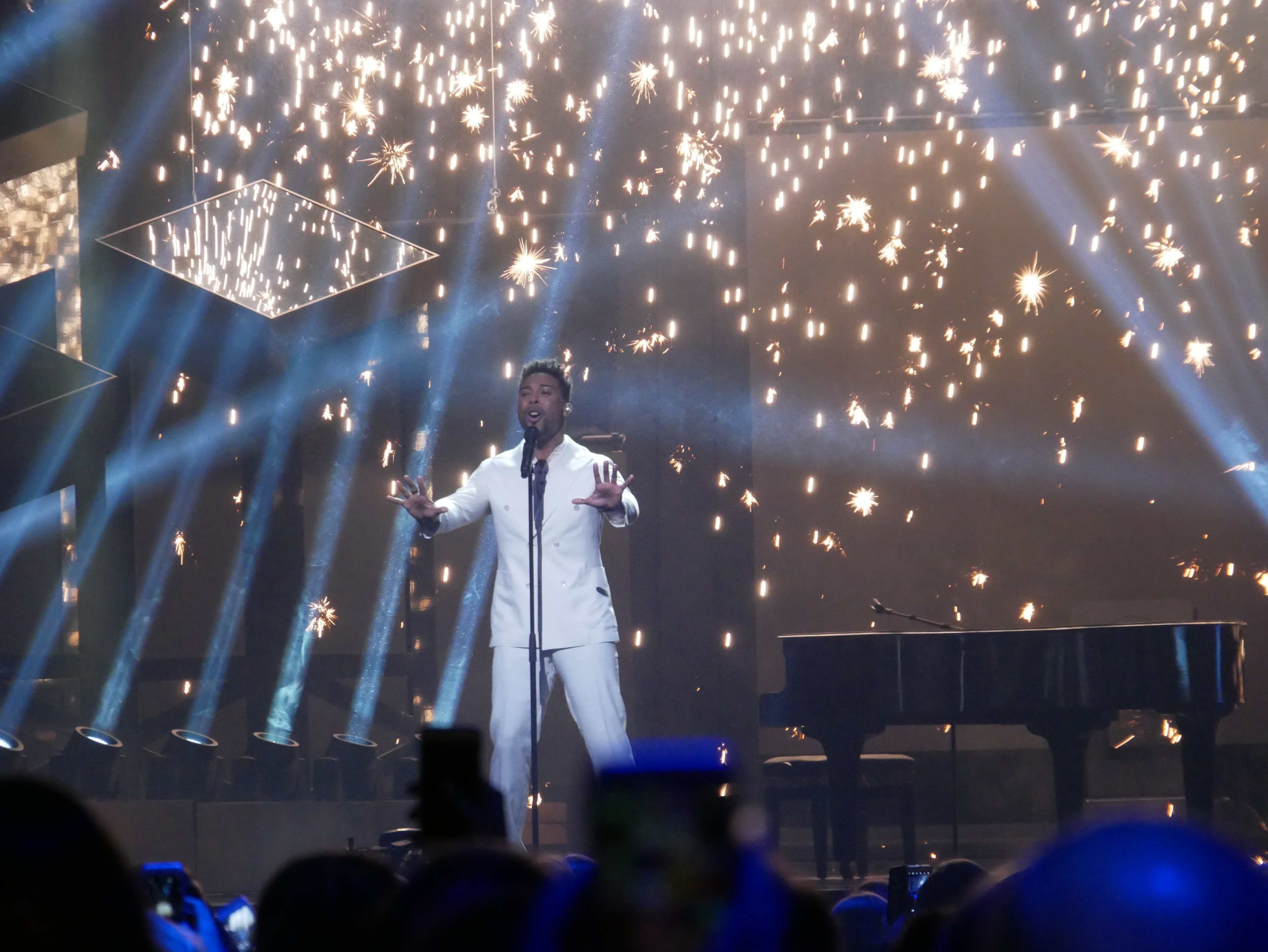
John Lundvik - My turn.
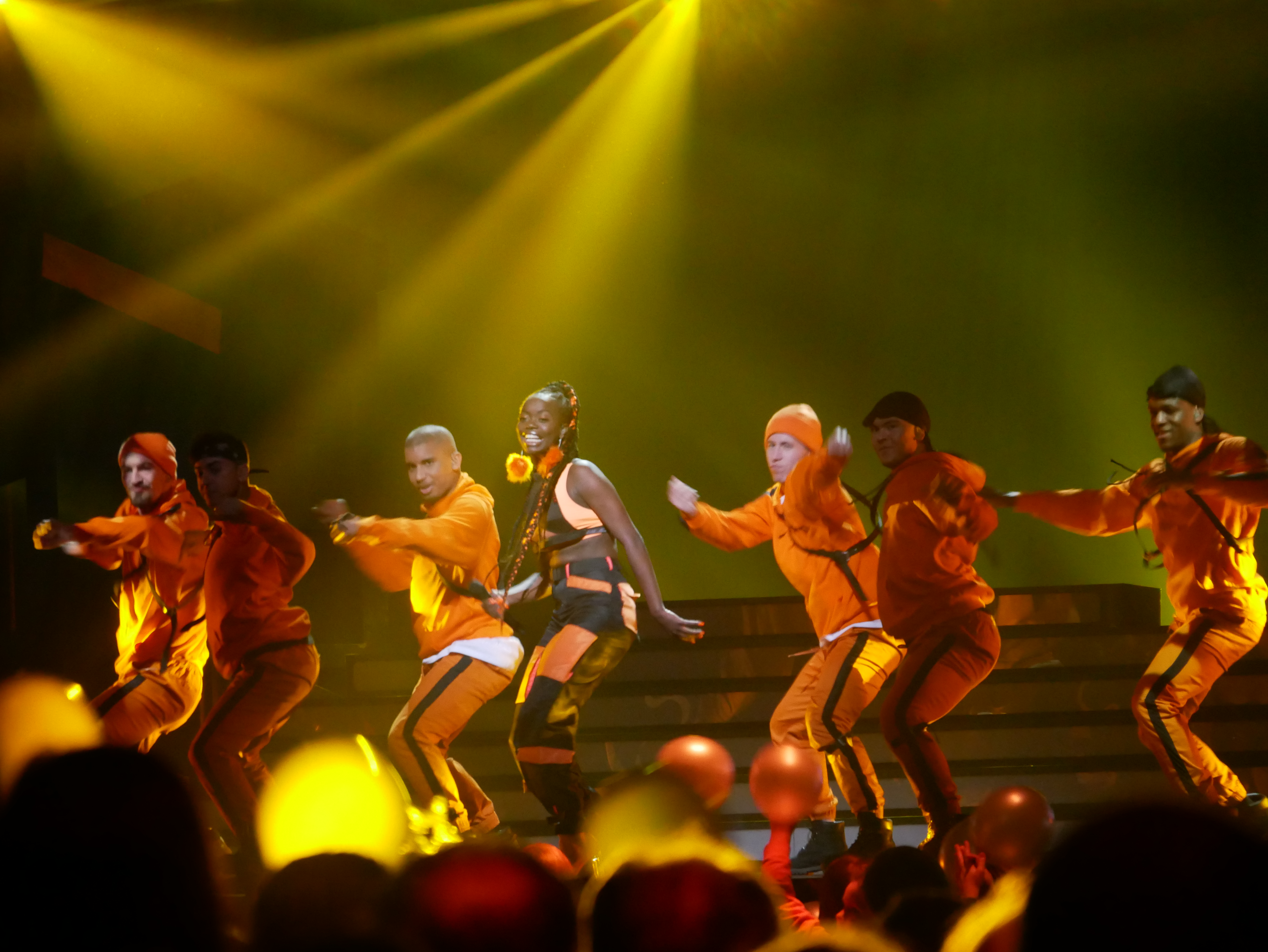
Renaida - All the feels.
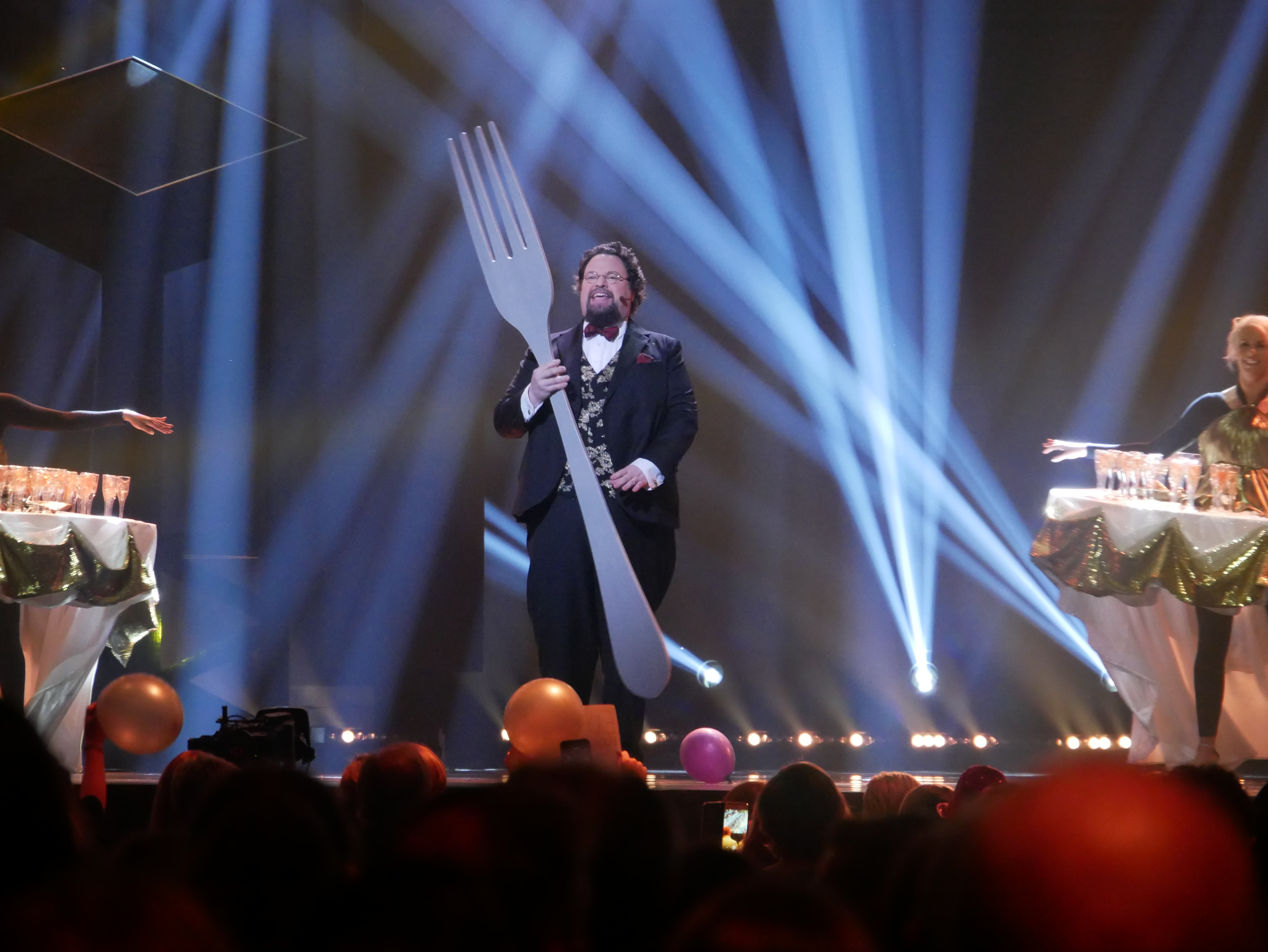
Edward Blom - Livet på en pinne.

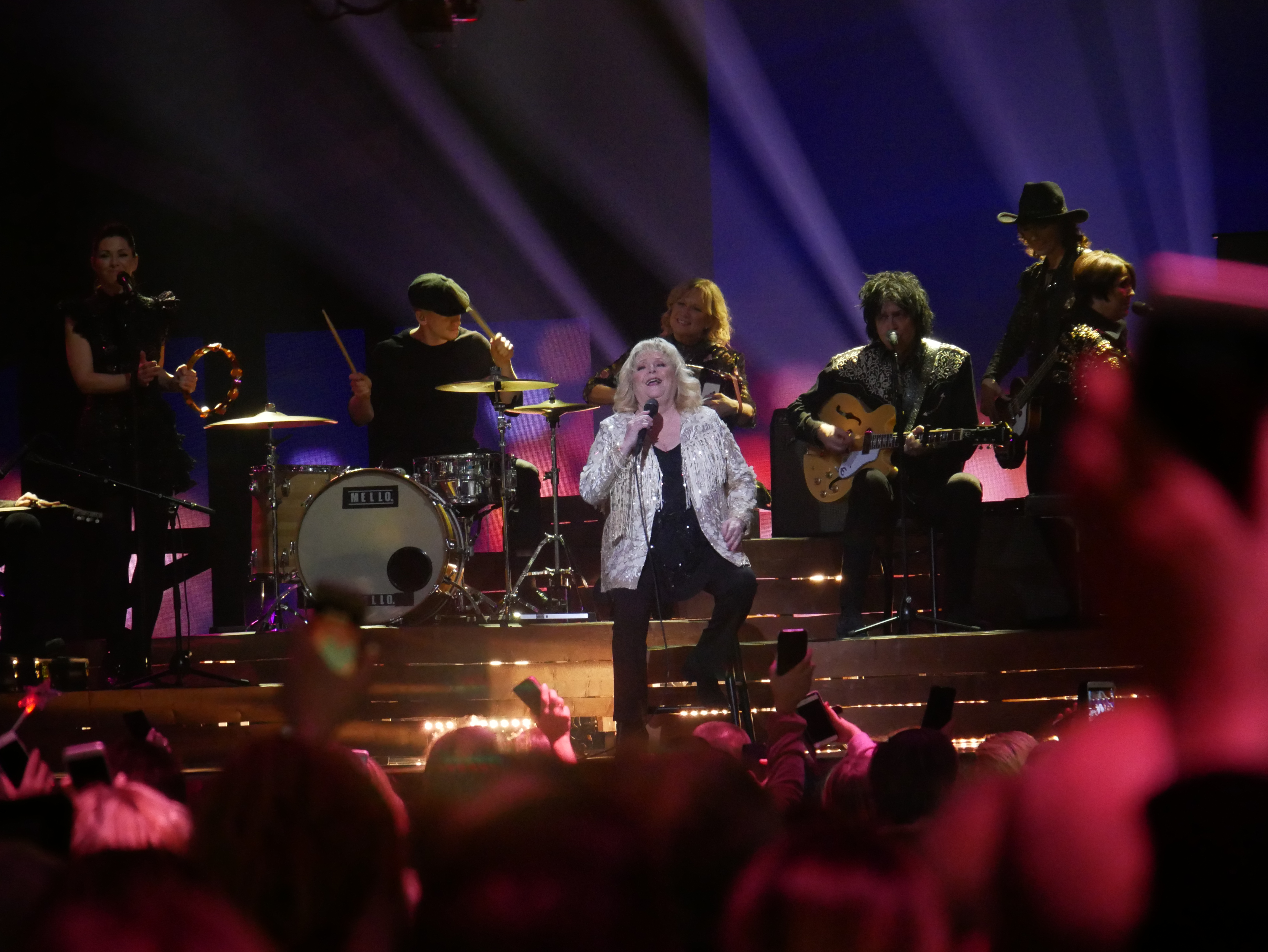
Kikki Danielsson - Osby Tennessee.
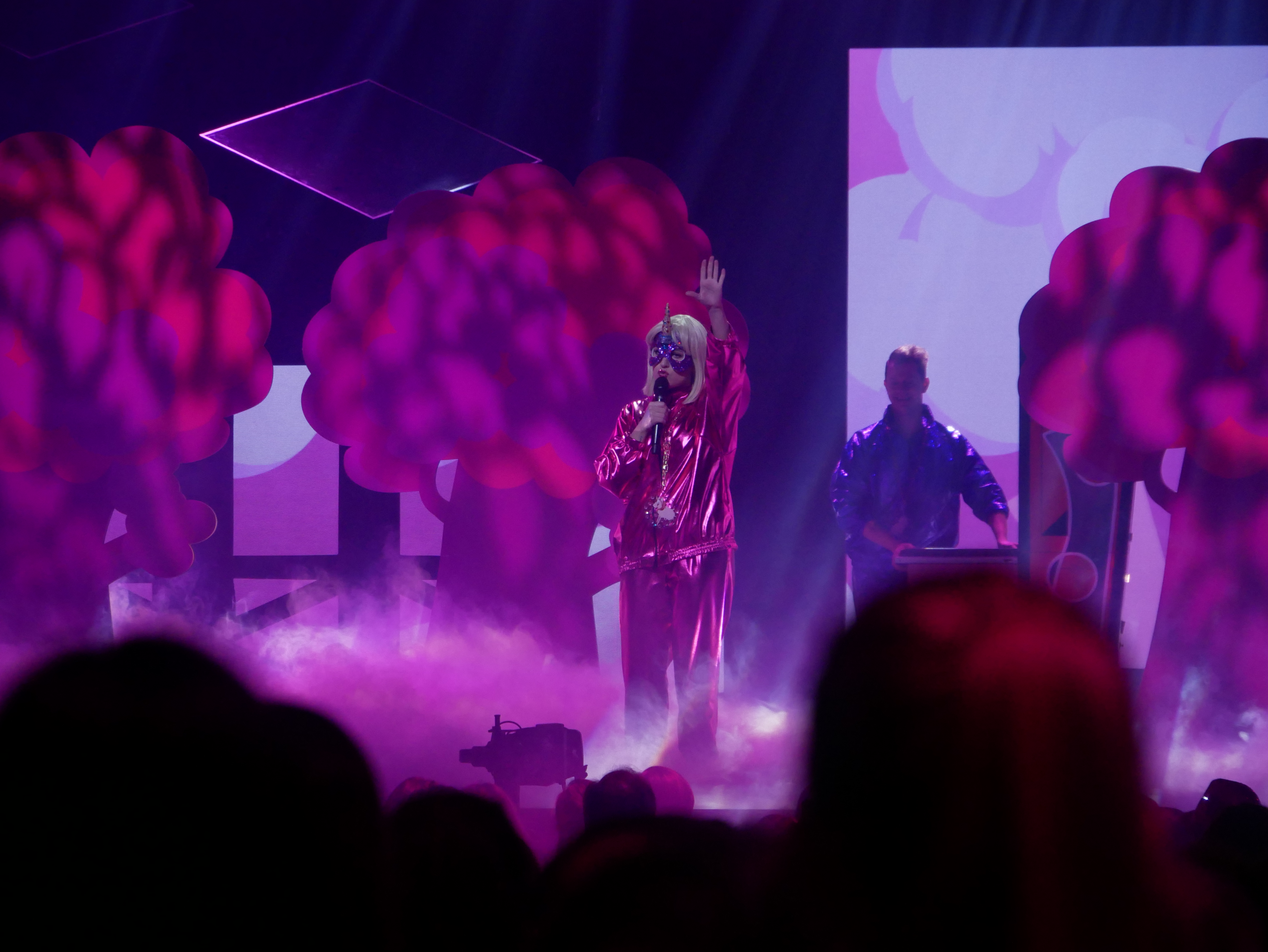
Kamferdrops - Solen lever kvar hos dig.
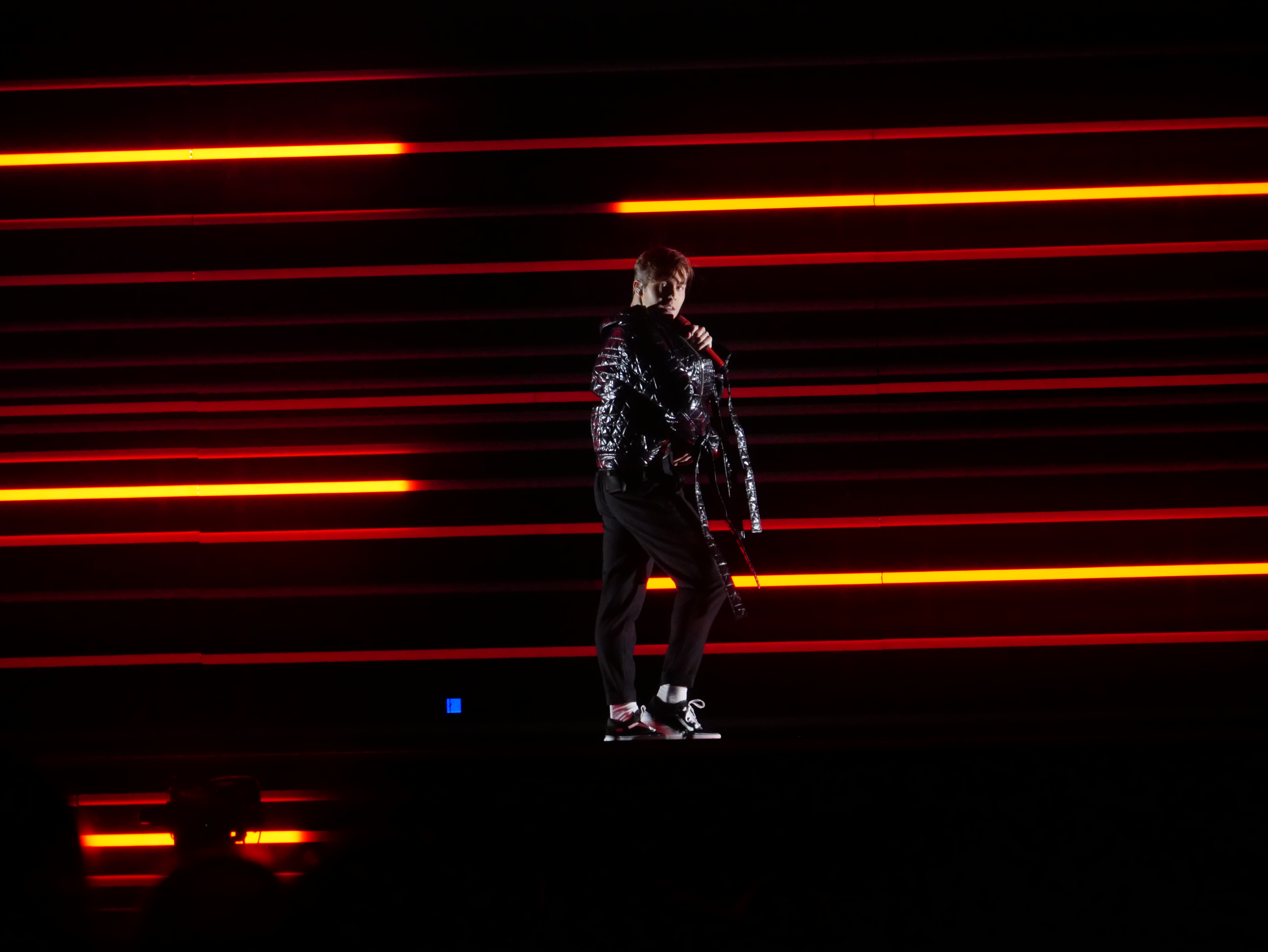
Benjamin Ingrosso - Dance you off.

### Deltävling 2

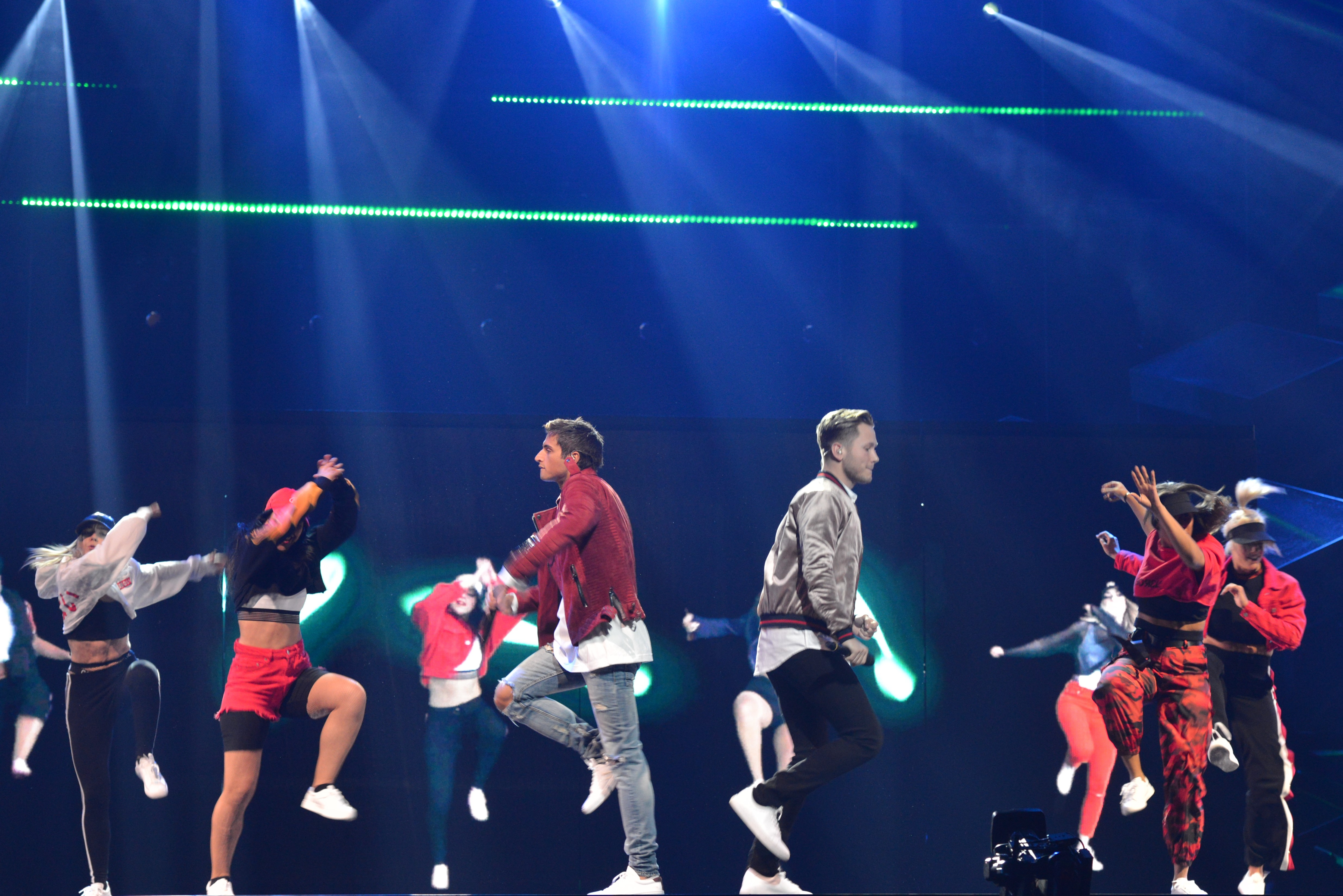
Samir & Viktor - Shuffla.
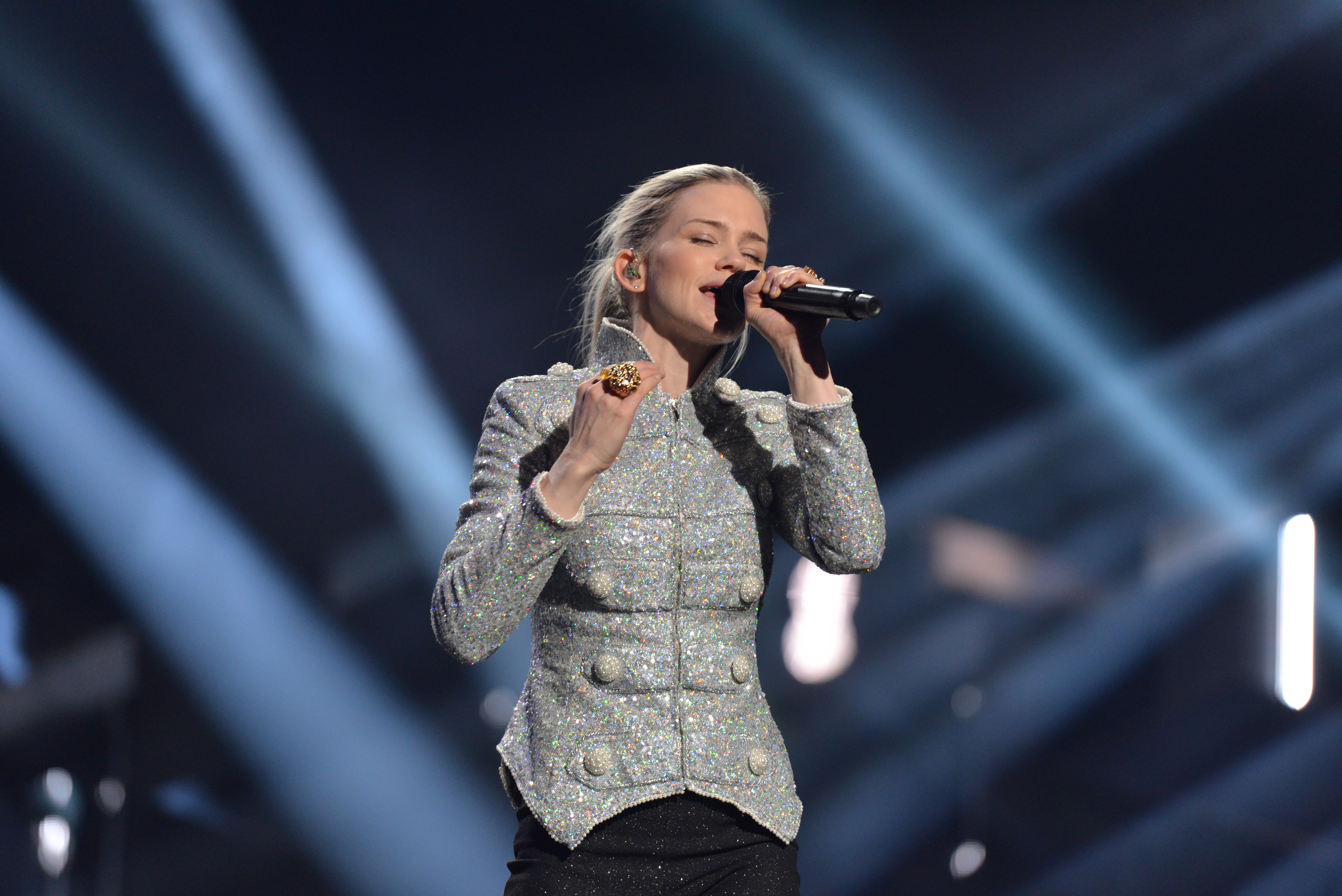
Ida Redig - Allting som vi sa.
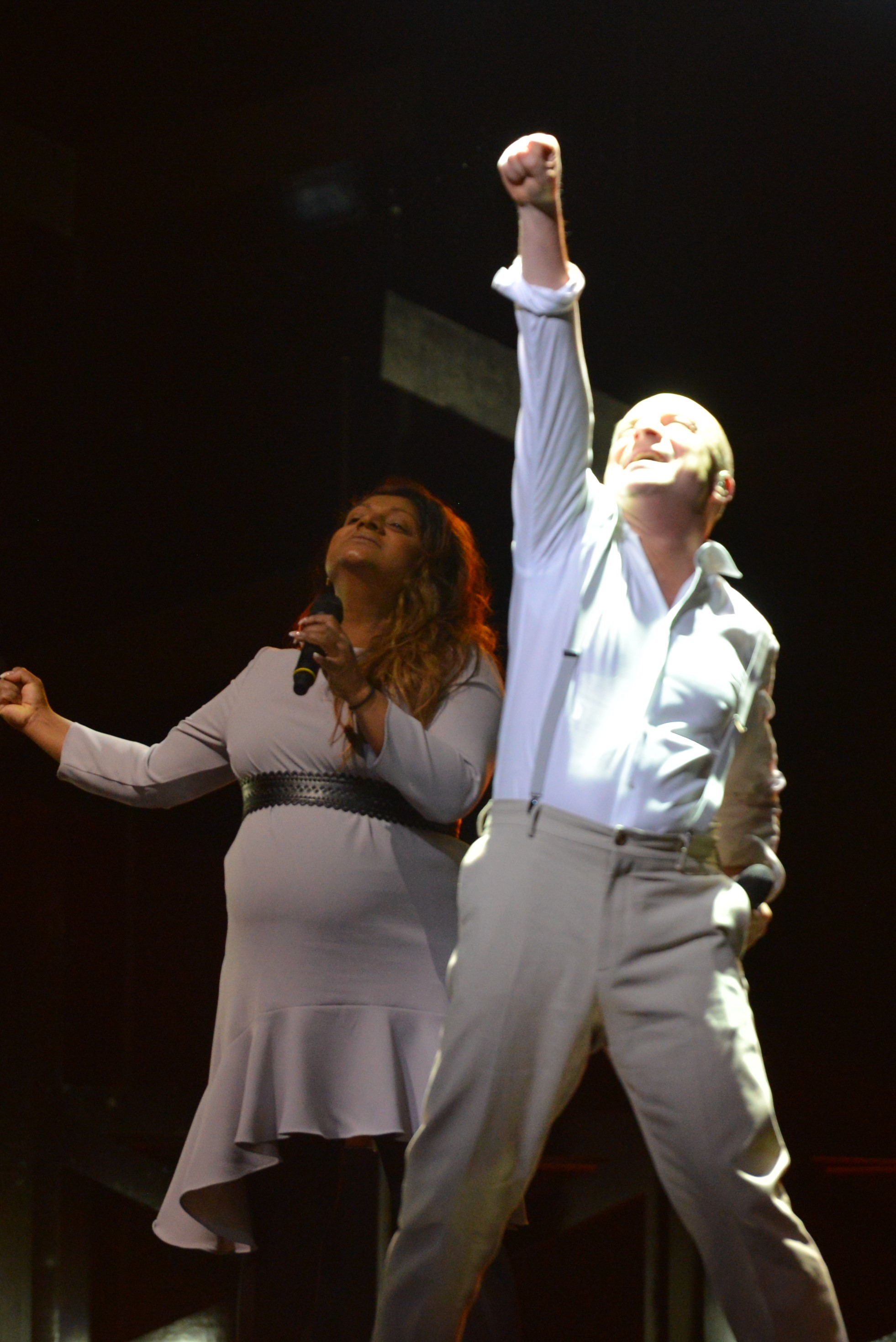
Jonas Gardell - Det finns en väg.

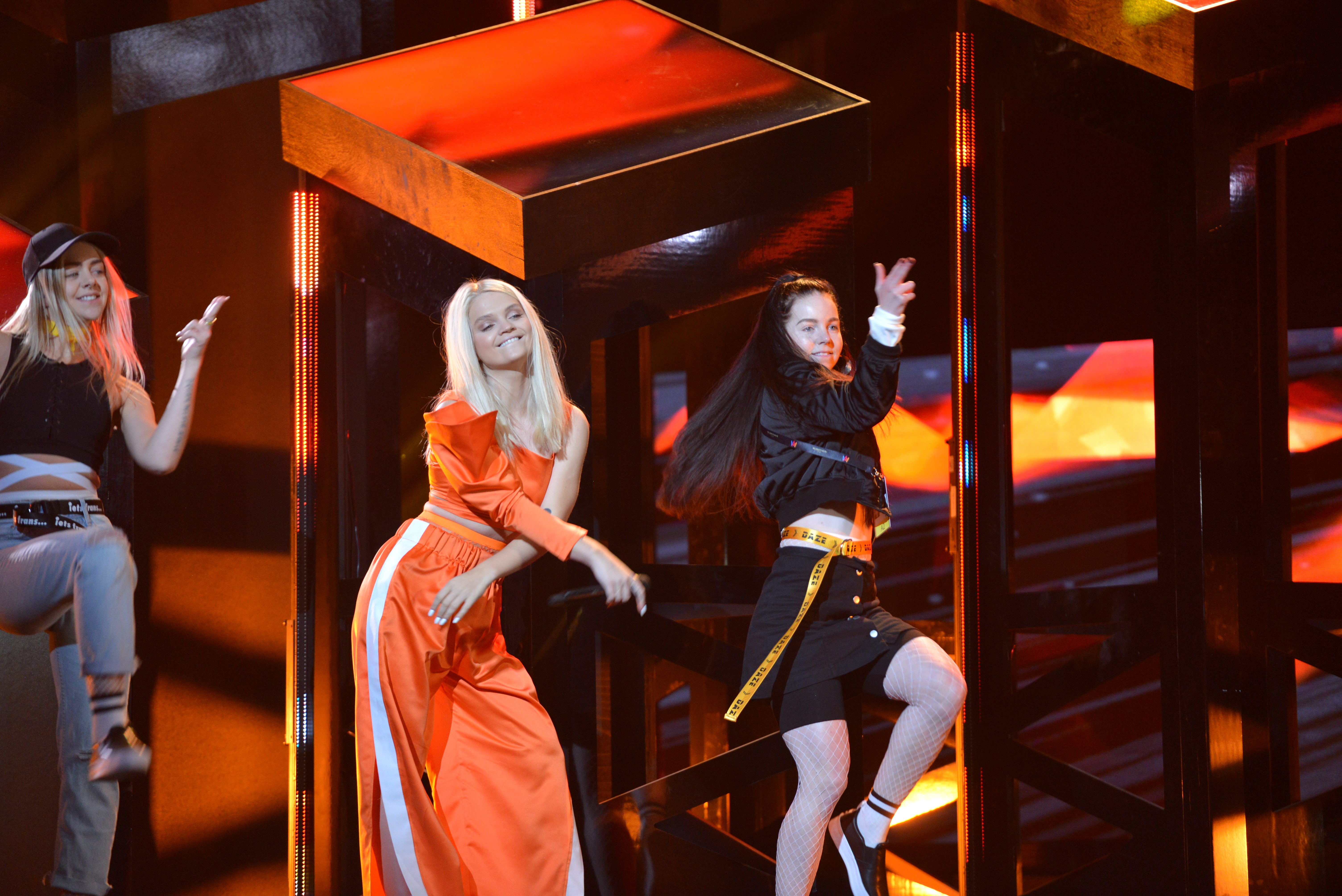
Margaret - In My Cabana.
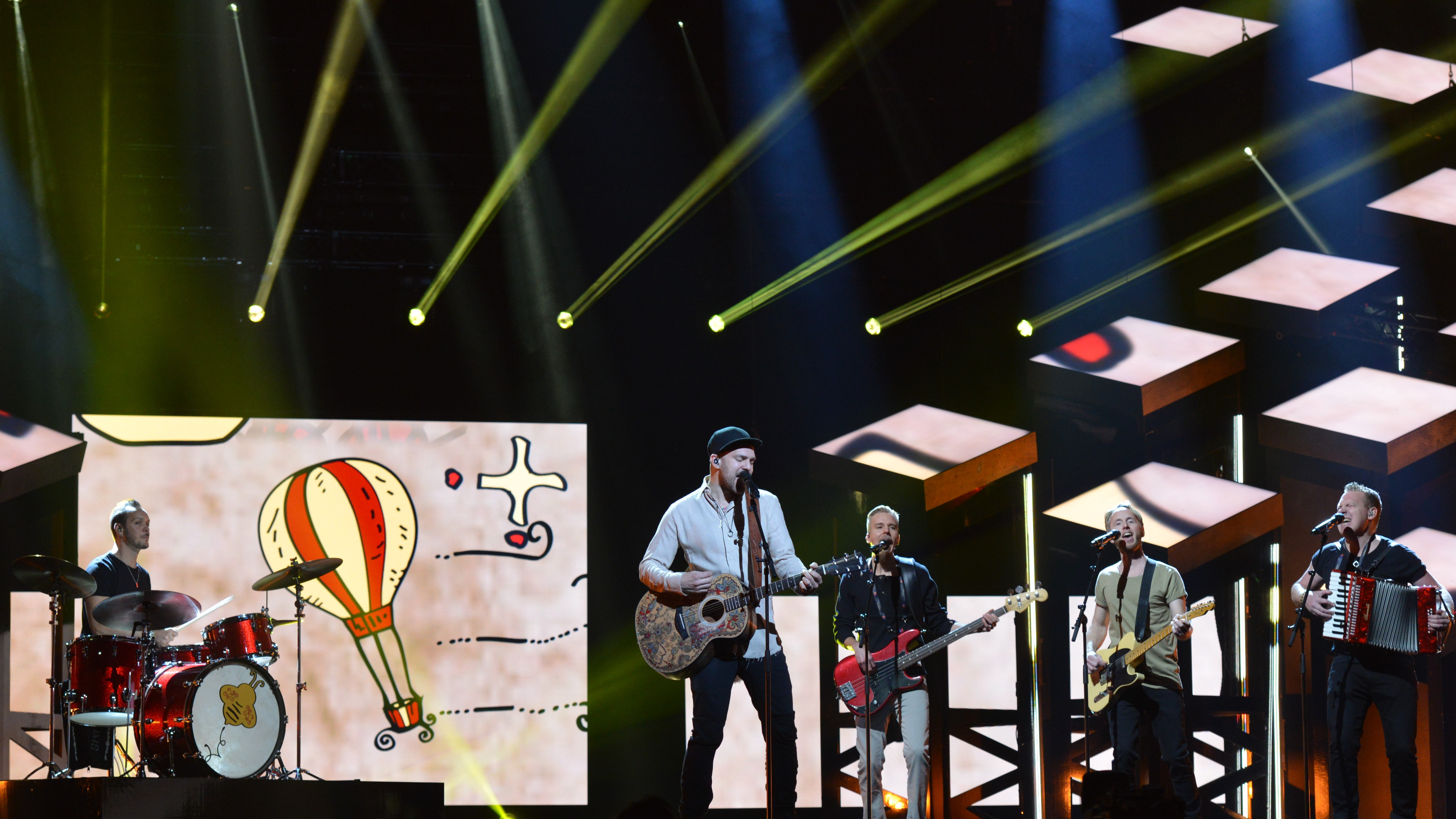
Stiko Per Larsson - Titta vi flyger.
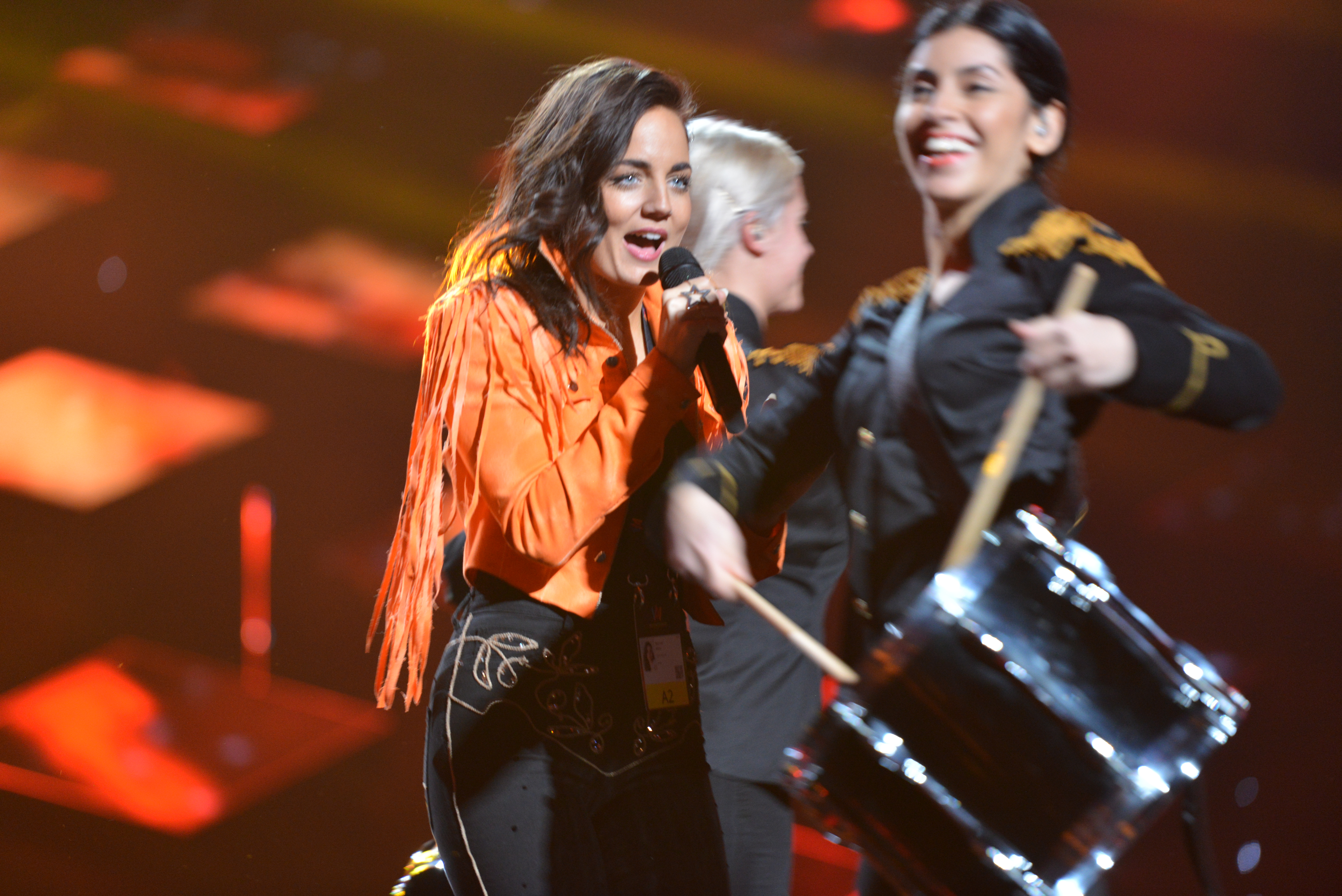
Mimi Werner - Songburning.
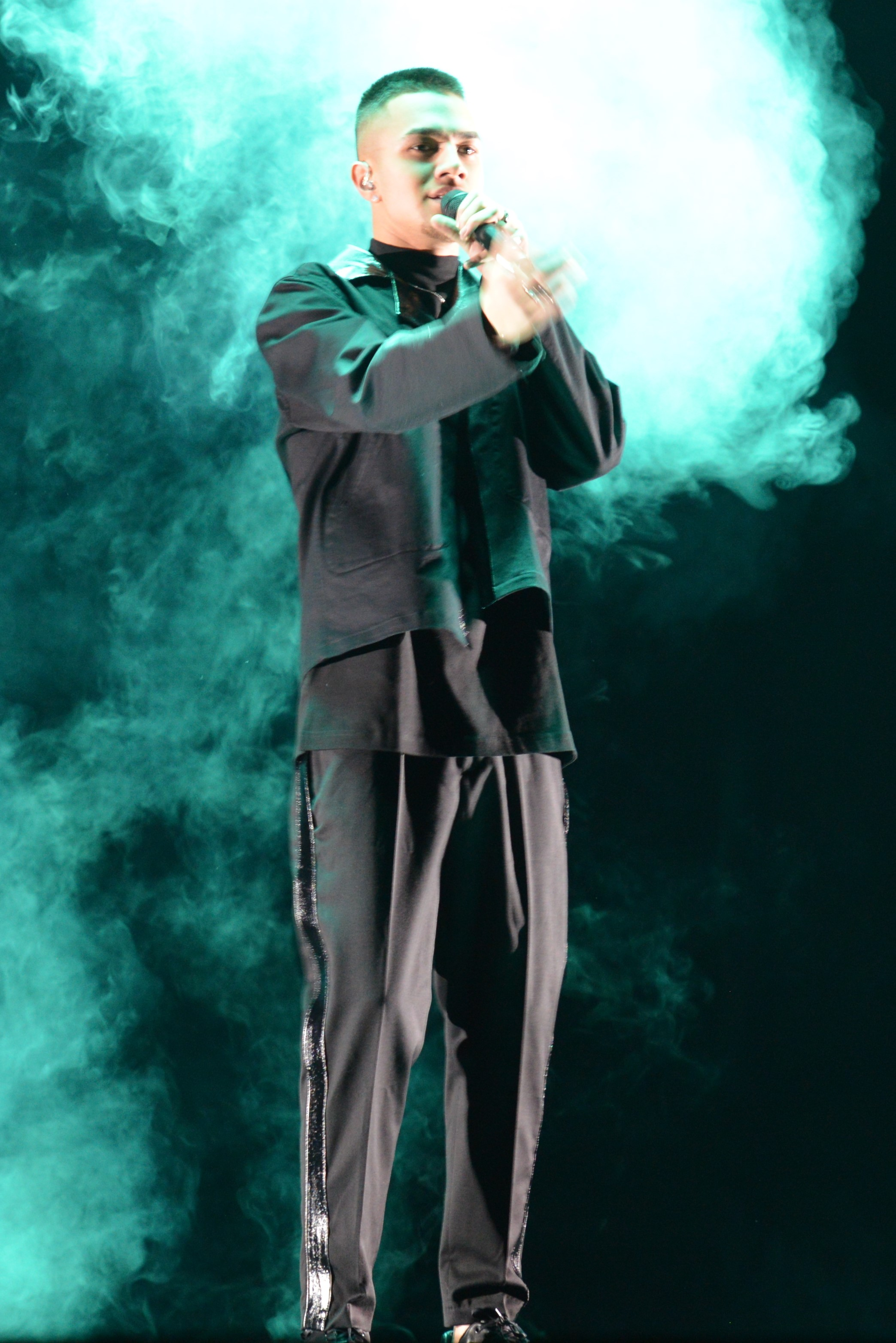
LIAMOO - Last Breath.

### Deltävling 3

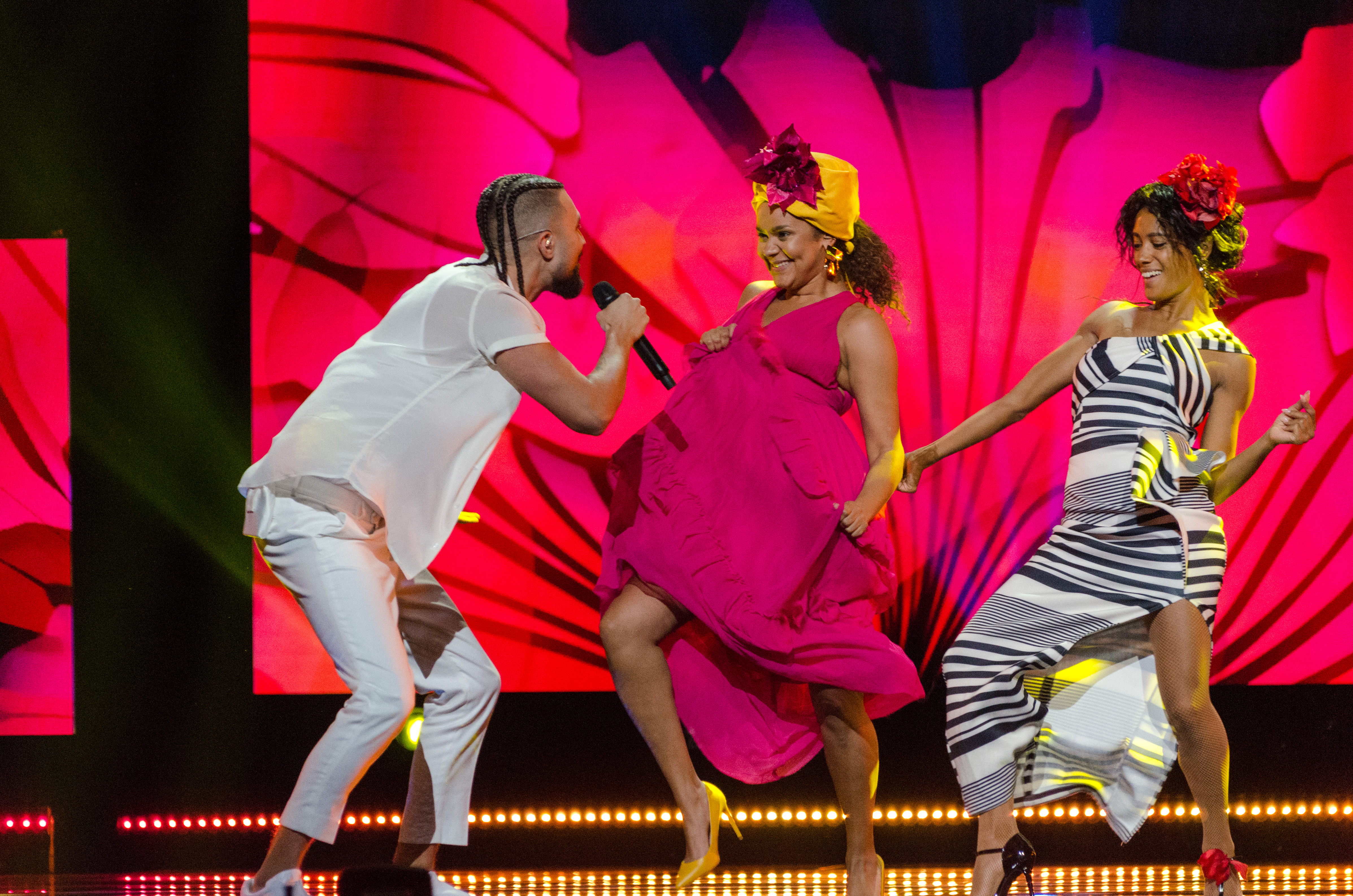
Moncho - Cuba Libre
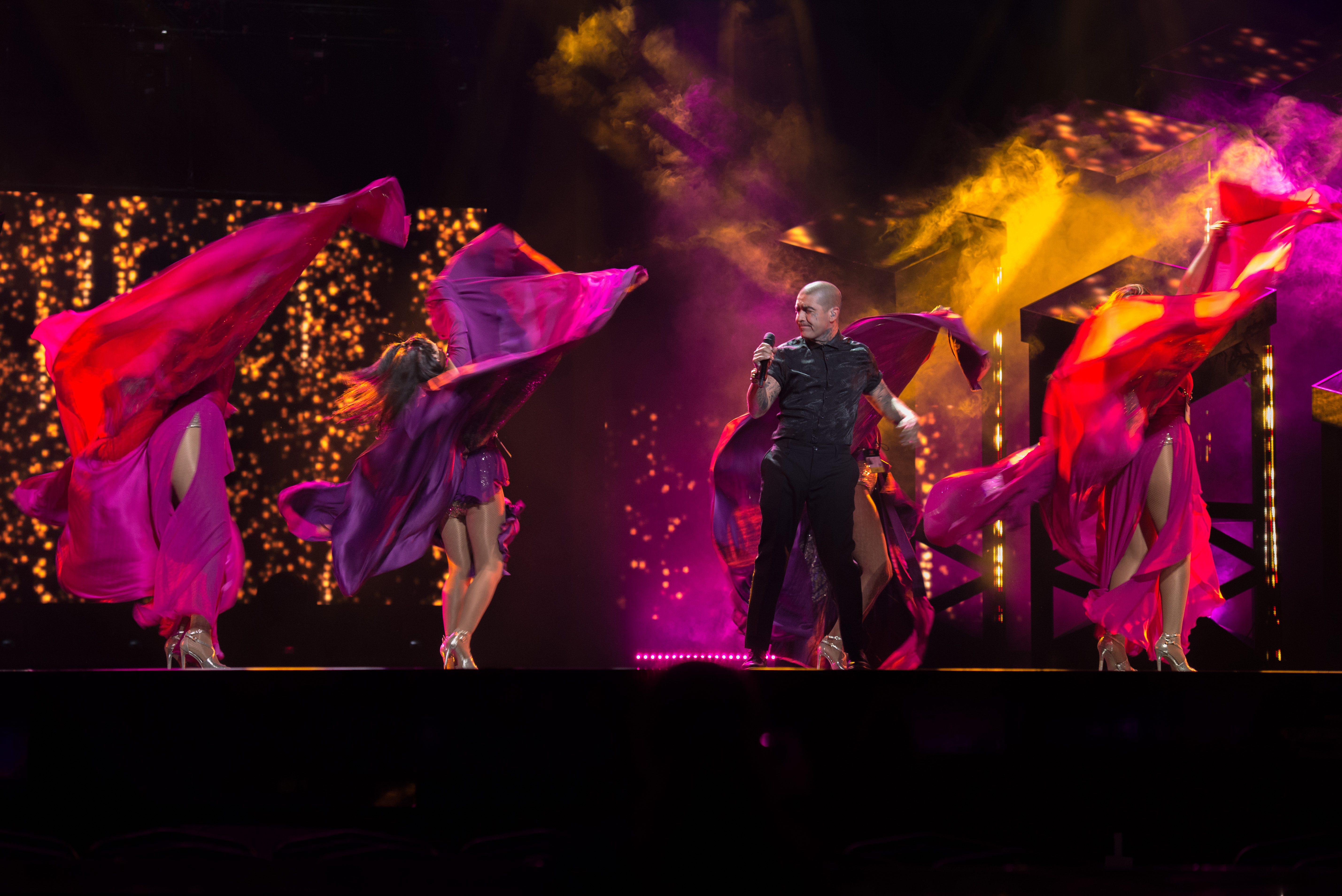
Mendez - Everyday
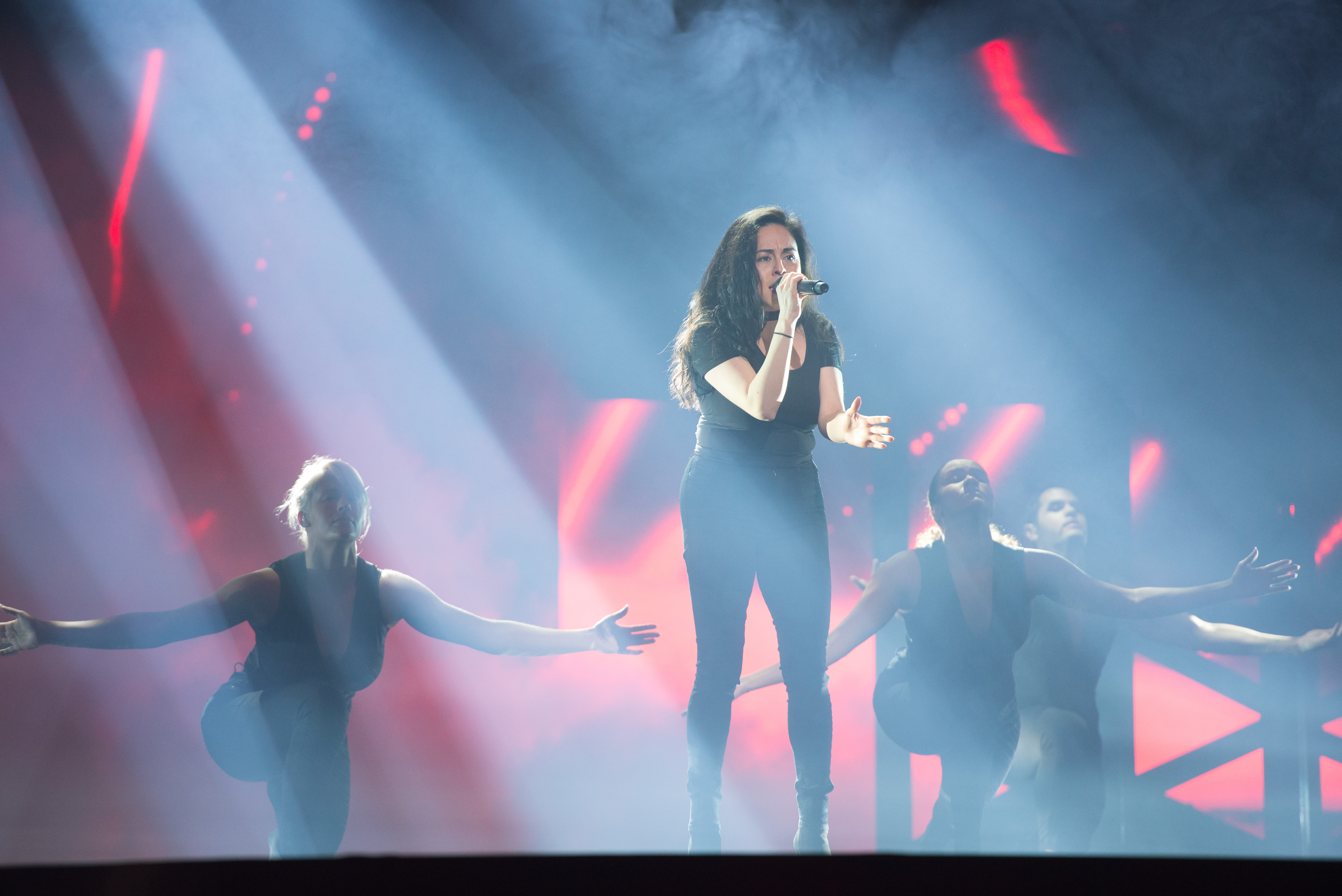
Barbi Escobar - Stark
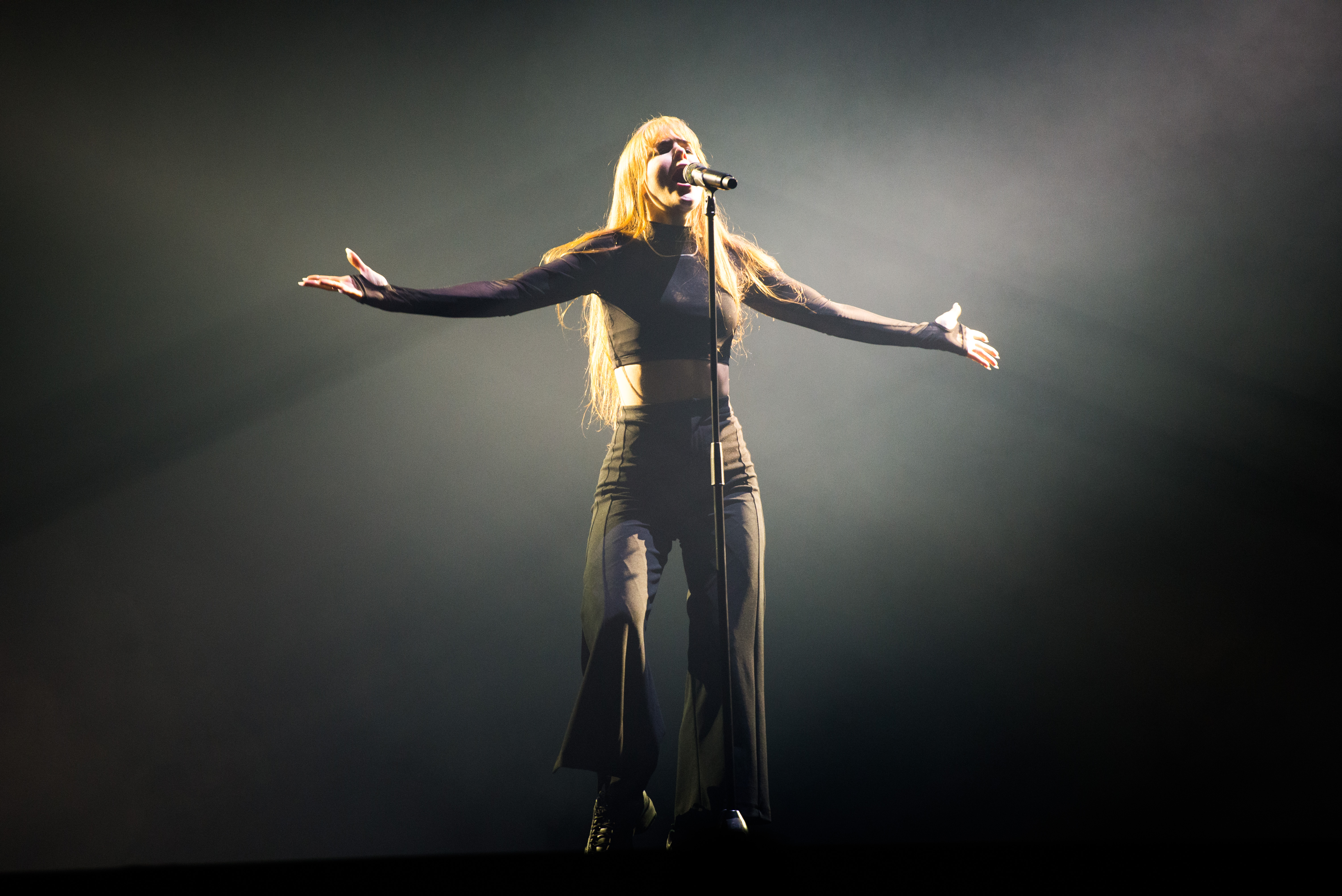
Dotter - Cry

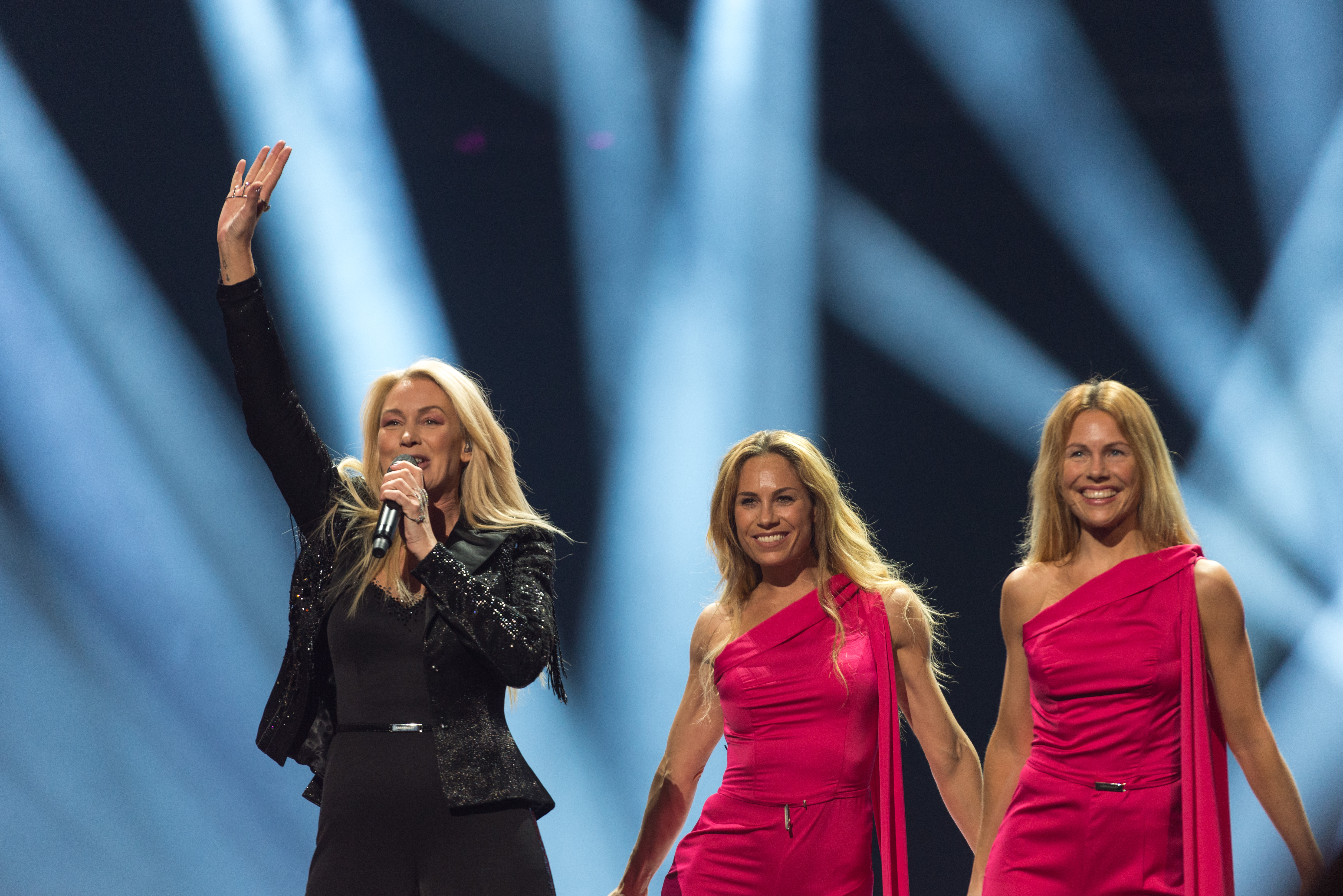
Jessica Andersson - Party Voice
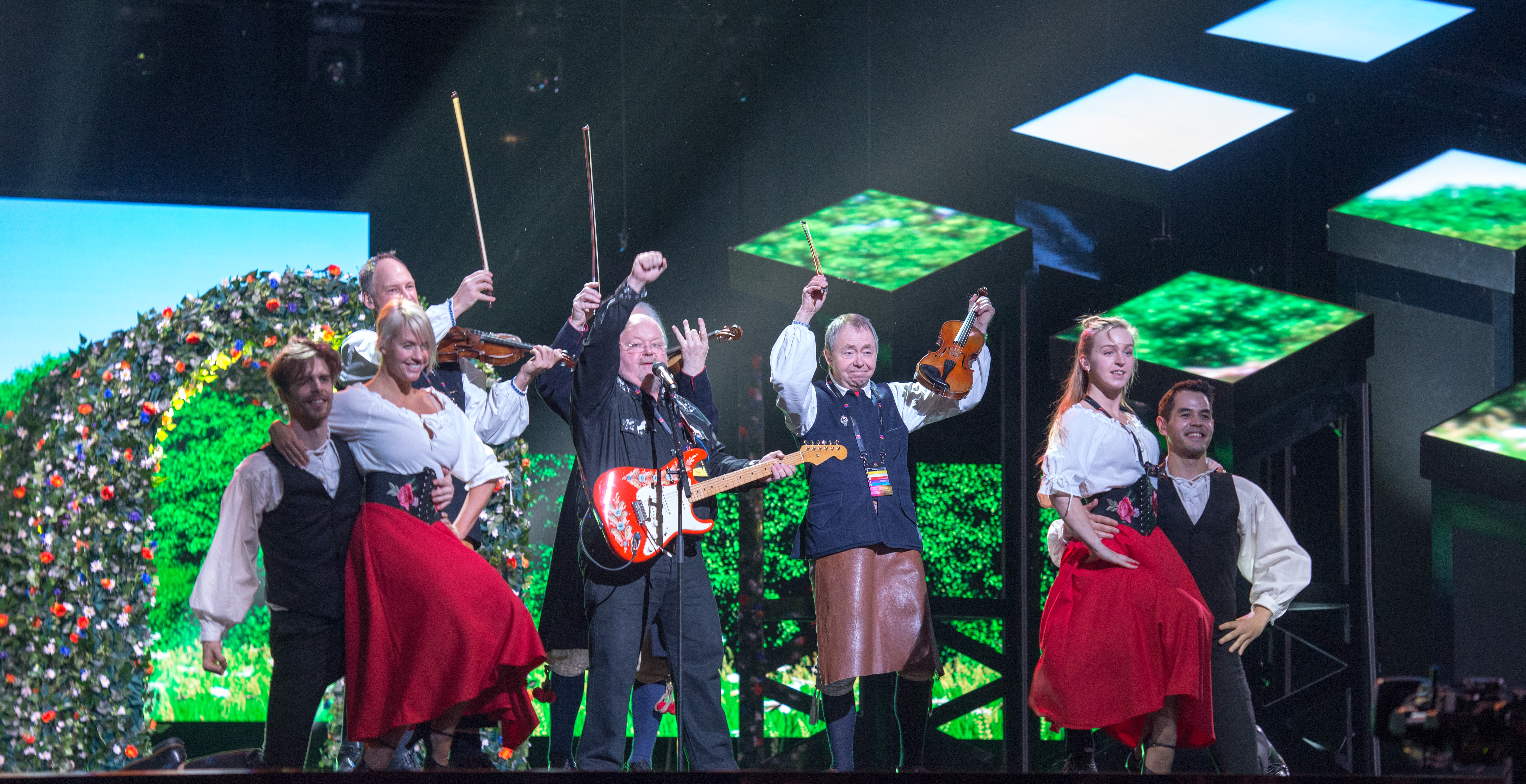
Kalle Moraeus och Orsa Spelmän - Min dröm
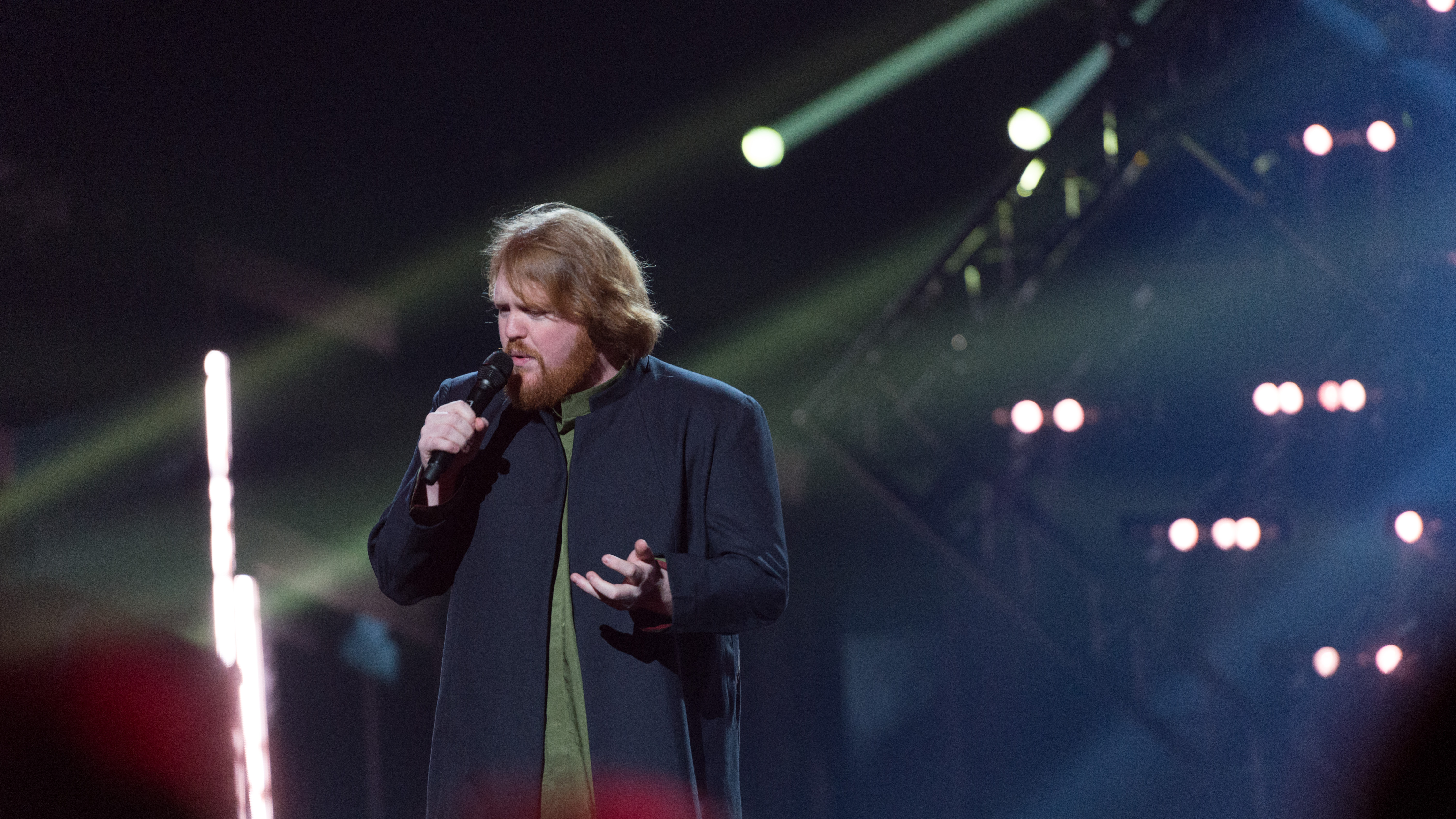
Martin Almgren - A Bitter Lullaby

## Intervjuer

### Deltävling 1
- Sigrid Bernson
- Edward Blom - 1
- Edward Blom - 2
- Kamferdrops

### Fotnoter
1. ↑  ”Hit kommer Melodifestivalen 2018”. SVT. 25 september 2017. https://www.svt.se/articles/hit-kommer-melodifestivalen-2018/. Läst 28 september 2017.
2. ↑  ”2771 låtar tävlar om en plats i Melodifestivalen 2018”. SVT. 18 september 2017. https://www.svt.se/melodifestivalen/2771-latar-tavlar-om-en-plats-i-melodifestivalen-2018. Läst 1 oktober 2017.
3. ↑  ”Nu är det klart vem som ska leda Melodifestivalen”. SVT. 2 november 2017. https://www.svt.se/melodifestivalen/nu-ar-det-klart-vilka-som-ska-leda-melodifestivalen. Läst 2 november 2017.
4. ↑  ”Här är första artisten i Melodifestivalen 2018”. SVT. 28 augusti 2017. https://www.svt.se/melodifestivalen/har-ar-forsta-artisten-i-melodifestivalen-2018. Läst 1 oktober 2017.
5. 1 2 3 4 5  ”Här är artisterna i Melodifestivalen 2018”. SVT. 28 november 2017. https://www.svt.se/melodifestivalen/artisterna-och-bidragen-i-melodifestivalen-2018/. Läst 28 november 2017.
6. 1 2 3 4 5  ”Här är startordningen i Melodifestivalen 2018”. SVT. 11 januari 2018. https://www.svt.se/melodifestivalen/har-ar-startordningen-i-melodifestivalen-2018. Läst 11 januari 2018.
7. 1 2 3 4 5 6  Mediamätning i Skandinavien
8. ↑  Andreas Hansson & Torbjörn Ek (23 januari 2018). ”SVT förändrar poängsystemet för Melodifestivalen 2018”. Aftonbladet. https://www.aftonbladet.se/nojesbladet/melodifestivalen/a/4dz0lg/folket-far-mer-makt-i-melodifestivalen. Läst 1 mars 2018.
9. ↑  Anton Nilsson & Dante Thomsen (10 mars 2018). ”Efter artistens haveri – får sjunga igen”. Expressen. https://www.expressen.se/noje/efter-artistens-haveri-far-sjunga-igen/. Läst 11 mars 2018.